# Autobús

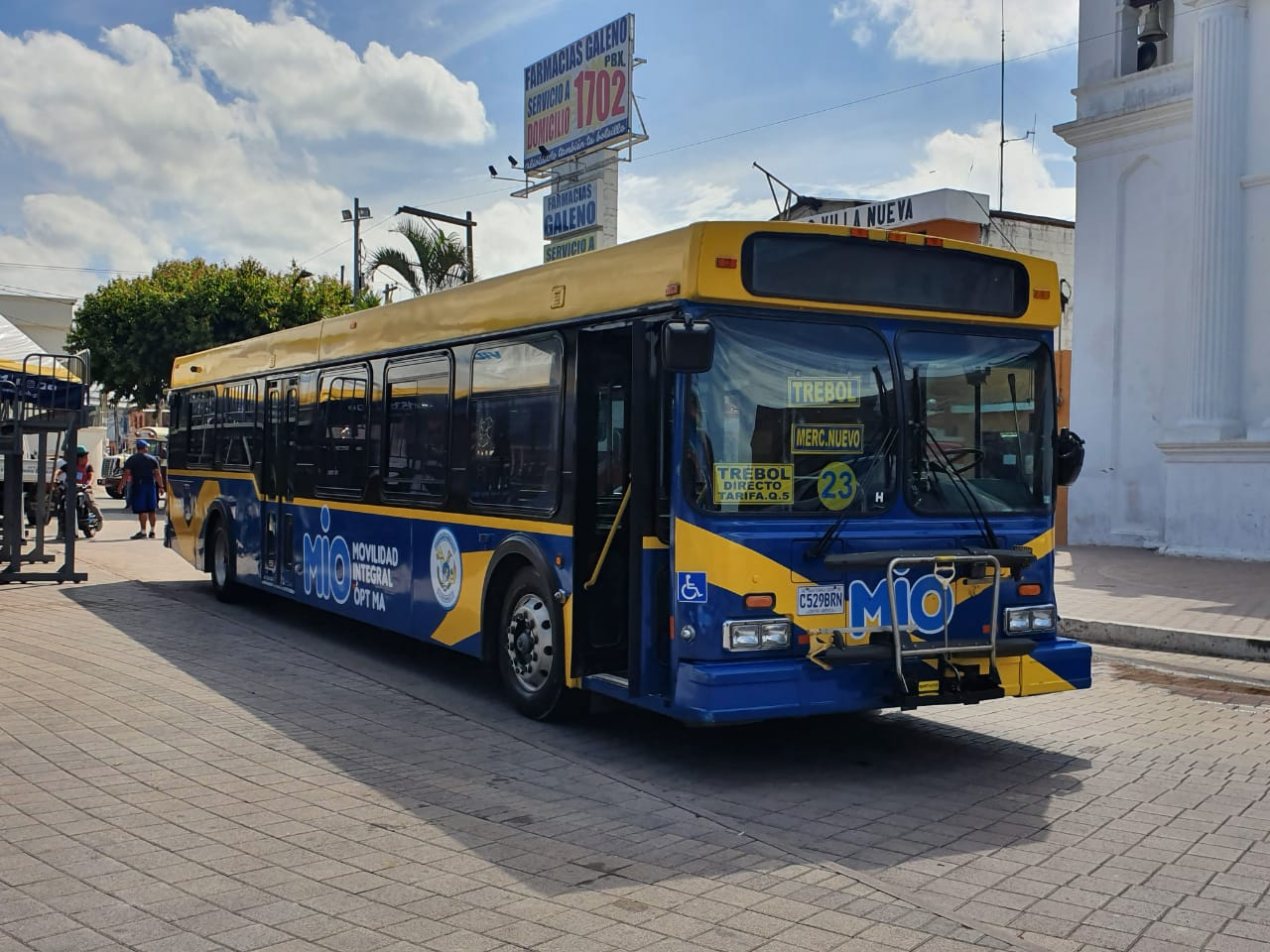
TransMIO de la ciudad de Villa Nueva (Guatemala)

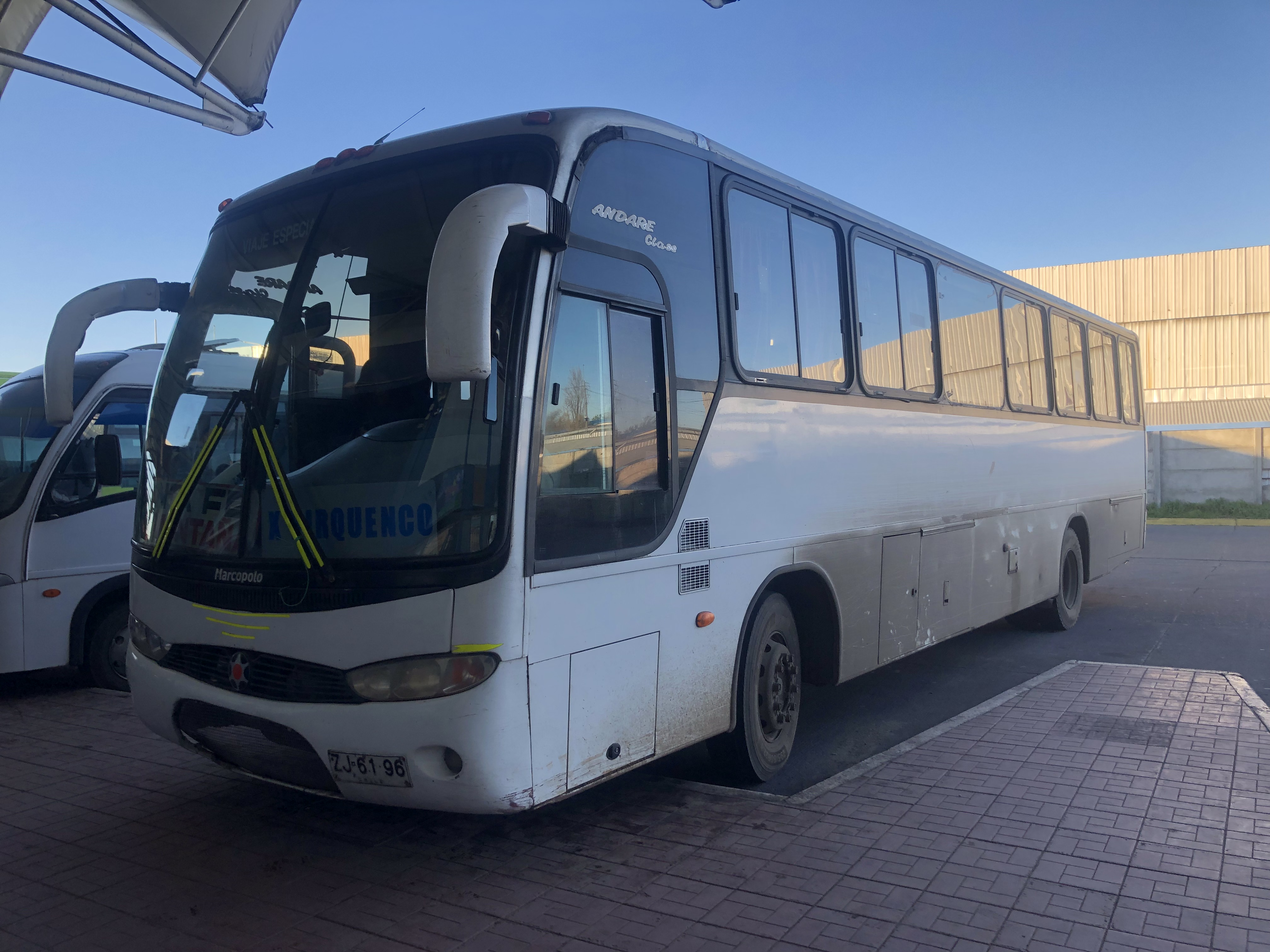
Un bus rural en Los Ángeles, Chile

Un autobús, bus, ruta, camión, colectivo, flota, bondi, guagua, micro, villavesa u ómnibus es un vehículo diseñado para transportar numerosas personas a través de vías urbanas. Generalmente es usado en los servicios de transporte público urbano e interurbano y con trayecto fijo. Su capacidad puede variar entre 10 y 120 pasajeros. En sistemas de autobús de tránsito rápido, la capacidad de los buses puede variar entre 160 y 240 pasajeros.
La diferencia esencial entre un autocar y un autobús reside en la disposición interna de las plazas de los pasajeros. Los autocares están destinados a recorrer mayores distancias y alcanzar mayores velocidades. Además todas las plazas de un autocar son asientos dotados de cinturón de seguridad y, en general, las compañías de transporte por carretera prohíben a sus pasajeros que abandonen sus asientos mientras el autocar está en movimiento. Los autobuses, en cambio, son vehículos de transporte público que reparten su aforo entre plazas sentadas (en general sin cinturón de seguridad en un autobús) y plazas de pie dotadas de asideros que cuelgan del techo del autobús o de barras verticales de acero a las que los pasajeros pueden asirse para no caer durante el viaje.

## Etimología

Gasoline-Omnibus, 1895

Autobús es un aféresis de la palabra griega autos y de la latina ómnibús. Ómnibus deriva del dueño de una tienda de sombreros, monsieur Omnès, quien con un juego de palabras llamó a su tienda Omnes Omnibus. La sombrerería estaba situada frente a una de las primeras estaciones de carruajes en Nantes (Francia), en 1823. Omnès es la resonancia en latín de omnes, que significa ‘todos’, y ómnibus, ‘para todos’. Los ciudadanos de Nantes poco después le dieron el apodo ómnibus al vehículo. Cuando el transporte tirado por caballos fue motorizado, a partir de 1905, el ómnibus fue llamado autobús, un término que, al igual que ómnibus, todavía se utiliza.

## Regionalismos
Denominaciones usadas para los autobuses, según su capacidad y función, en el mundo hispanohablante.
| Región               | Nombres |
| -------------------- | --- |
| Argentina            | Colectivo, bondi (muy coloquial, viajes urbanos), ómnibus, micro (interurbanos; «micro» es la apócope de microómnibus e inicialmente se usó para los pequeños buses urbanos, actualmente por lo consuetudinario se usa esta palabra para los grandes buses interurbanos mayormente en Buenos Aires). «Micro» es la denominación común para el transporte urbano en la región de Cuyo y en la ciudad de La Plata. |
| Bolivia              | Flota, autocar, bus y ómnibus (para viajes y turismo), colectivo, góndola (bus escolar), micro (para transporte urbano), mini o minibús (para furgonetas de recorrido urbano), coaster, taxi trufi, (para automóviles o vagonetas que hacen el servicio público vecinal) |

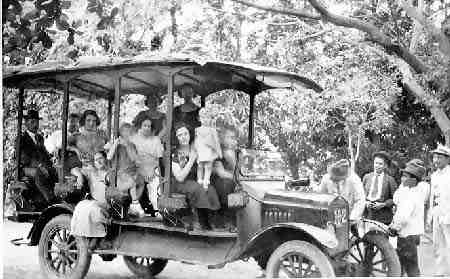
Autobús de 1920 en Cúcuta, Colombia.

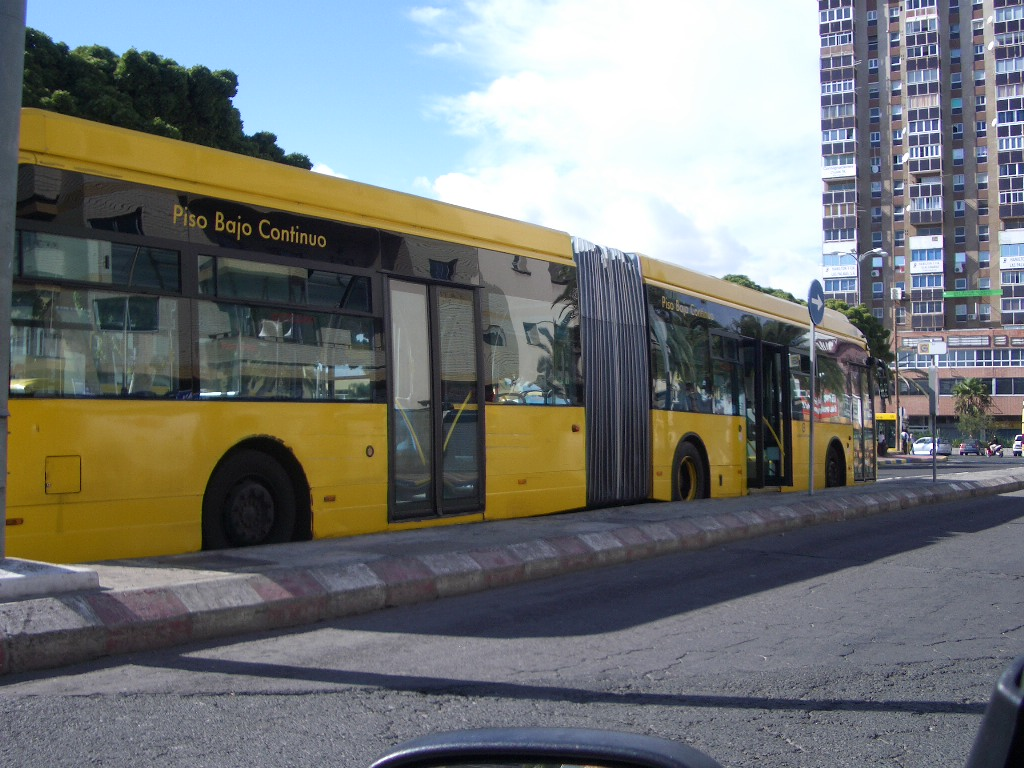
Guagua municipal en Las Palmas de Gran Canaria, España.

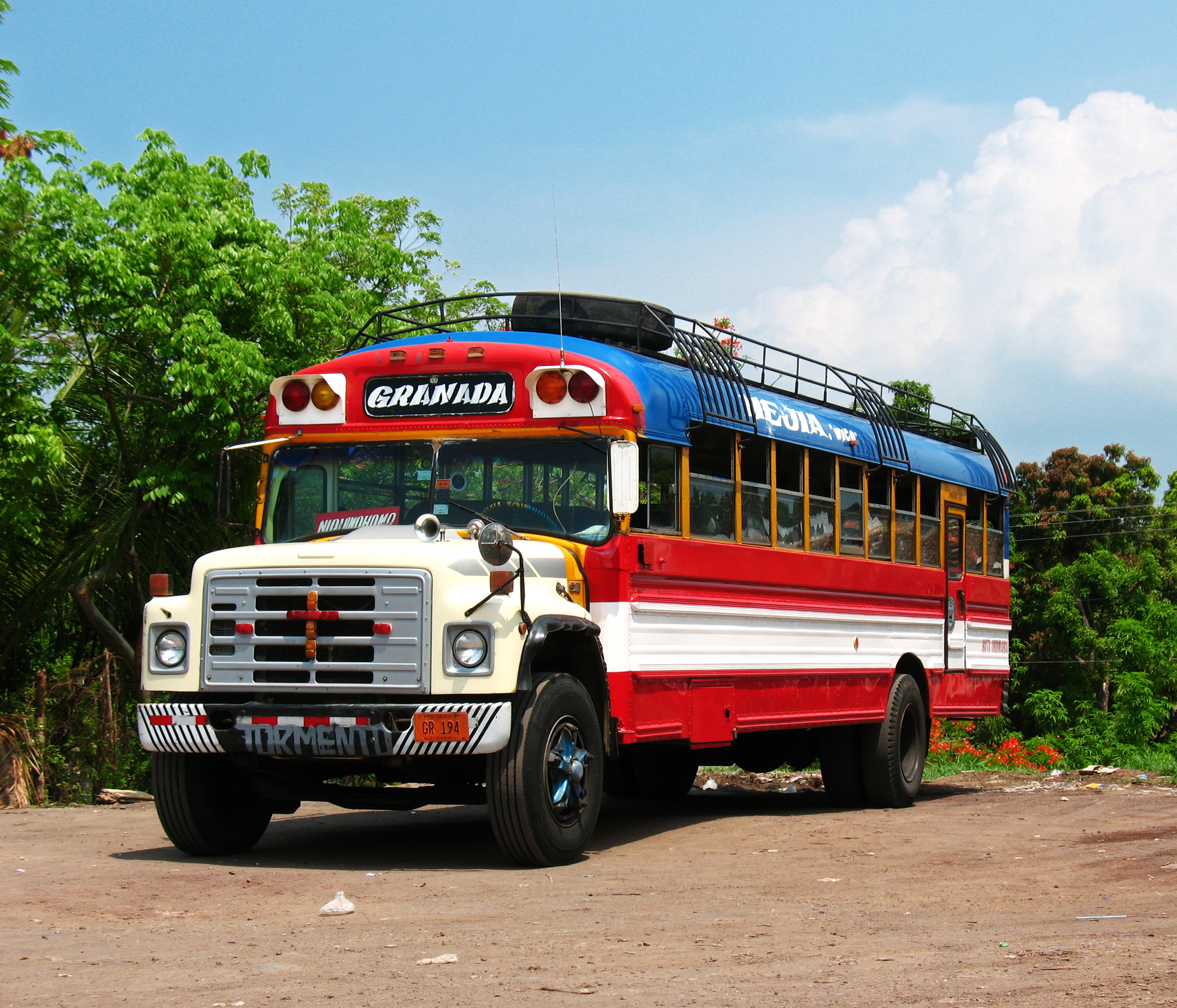
Autobús urbano de la ciudad de Granada, Nicaragua.

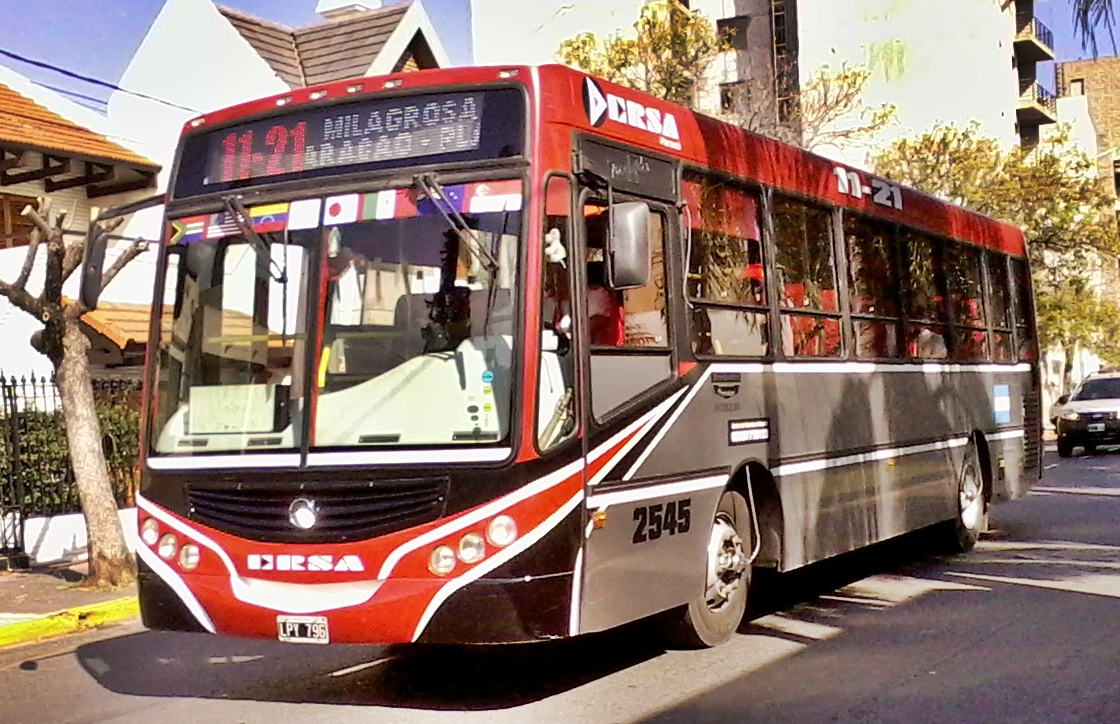
Colectivo de la ciudad de Paraná, Argentina.

| Chile                | la Micro (algunas personas dan vuelta la palabra y dicen "la Cromi"), liebre (solo para buses pequeños), bus (para viajes interurbanos), taxibús (en Concepción), acordeón o Cuncuna (para los autobuses articulados de la Red Metropolitana de Movilidad) (en Chile fueron originadas las primeras micros por el carrocero italiano y expiloto, Antonio Caliri, usando piezas de "Góndolas") |
| Colombia             | Autobús, buseta, colectivo, bus, chiva, flota (para viajes intermunicipales) |
| Costa Rica           | Bus, autobús, microbús, buseta, chivilla, cazadora, lata |
| Cuba                 | Guagua, ómnibus, yutong |
| Ecuador              | Bus, buseta, colectivo |
| El Salvador          | Microbús, bus, coaster, buseta |
| España               | Autobús, autobús de línea, bus, autocar o coche de línea (genéricos). Camioneta (Huelva y sur de Madrid), damas (Huelva y Sevilla), socibus (autobús que hace la ruta Madrid-Andalucía), valenciana y comes (Jerez de la Frontera para autobuses interurbanos), comes (en Cádiz, al autobús interurbano), micro (autobuses pequeños), mini y minibus (autobuses de reducido tamaño, pensados para calles en las que un autobús convencional no podría transitar), villavesa (Pamplona), urbano (Vitoria), tusa (Badalona, Santa Coloma de Gramenet y Sant Adrià de Besòs), carraca (Buen Pastor, Milans del Bosch y Barón de Viver, Barcelona), alsa (Asturias, Cantabria [interurbanos de ALSA] y León), COA (Melilla), blasa (Alcorcón, Móstoles, y Villaviciosa de Odón), trole (Pontevedra), camión (Málaga), alsina (Granada, Pava (Jaén) y algunas zonas de Lérida), guagua (Canarias, Puerto Real y Villajoyosa), autocar (Barcelona), Vitrasa (autobuses urbanos de Vigo), jardinera (autobuses internos de aeropuerto que llevan a los pasajeros de las terminales a los aviones y viceversa), autedia (Comarca de Guadix), salcai o utinsa (sur o norte de Gran Canaria, respectivamente), tallesa (Extremadura), cooperativa (Aljarafe), también se le denomina correo (en la provincia de Almería, pues antiguamente en los años 60 y 70 era en los autobuses donde viajaban las cartas del servicio de Correos, antiguamente estatal) |
| Guatemala            | Camioneta, bus, burra, autobús |
| Honduras             | Bus, autobús |
| México               | Camión, micro (con género femenino en partes de la Ciudad de México), pesero o kamikaze (si es una combi), Combi (en caso de ser una furgoneta) chato, chimeco, burra, guajolotero (a los buses que van de pueblo en pueblo), totolero (si es un bus muy antiguo), metrobús (articulado), mexibús (articulado) ruta, oruga (a los articulados en León, Guanajuato), rutera. En Baja California, bus, burra (genérico), calafia (microbuses), ruta troncal (a los articulados). En Yucatán, antiguamente, posiblemente por influencia caribeña y por la estrecha relación de la península con Cuba, se le decía guagua. En maya aún se puede oír waawáaj. |
| Nicaragua            | Bus, camioneta, ruta, microbus (si es pequeño) |
| Panamá               | Bus, chiva, autobús, diablo rojo (muy coloquial), metrobus (nuevo en el sistema que está en cambio) |
| Perú                 | Ómnibus, bus, Mirabús (buses de dos pisos para turismo) micro, carro, cúster, combi, colectivo (estos últimos dos se refieren a los más pequeños) |
| Paraguay             | Micro, colectivo, ómnibus |
| Puerto Rico          | Guagua, pisicorre (guagua pequeña) |
| República Dominicana | Guagua, bus |
| Uruguay              | Ómnibus (a todos: urbanos, interdepartamentales e internacionales) y bondi (jerga) |
| Venezuela            | Autobús, bus (los grandes), autobusete, buseta, microbús, camioneta, burro (bus grande)*, burra (buseta o bus corto)*, Expresos (bus de 2 pisos)*, camionetica (los minibuses), ruta (los minibuses en el estado Lara), colectivo (por lo general, el perteneciente a alguna compañía de transporte, utilizado para viajes largos), Yutong (se refiere a las unidades pertenecientes a la marca de autobuses china, debido al fenómeno de vulgarización de marca). Es poco usado en el estado de Portuguesa. |

## Tamaños de autobús
| Vehículo         | Longitud en metros | Asientos | Capacidad máxima total | Posición del motor * |
| ---------------- | ------------------ | -------- | ---------------------- | -------------------- |
| Microbús         | 4.5-6.0            | 10-12    | 12                     | frontal              |
| Minibús          | 6.0-7.5            | 12-15    | 15                     | frontal              |
| Midibús          | 8.0-10.5           | 16-30    | 30                     | trasero              |
| Autobús estándar | 10.6-12            | 31-120   | 120                    | trasero              |

 * No aplica a todos los modelos

## Tipos de autobús

### Minibús

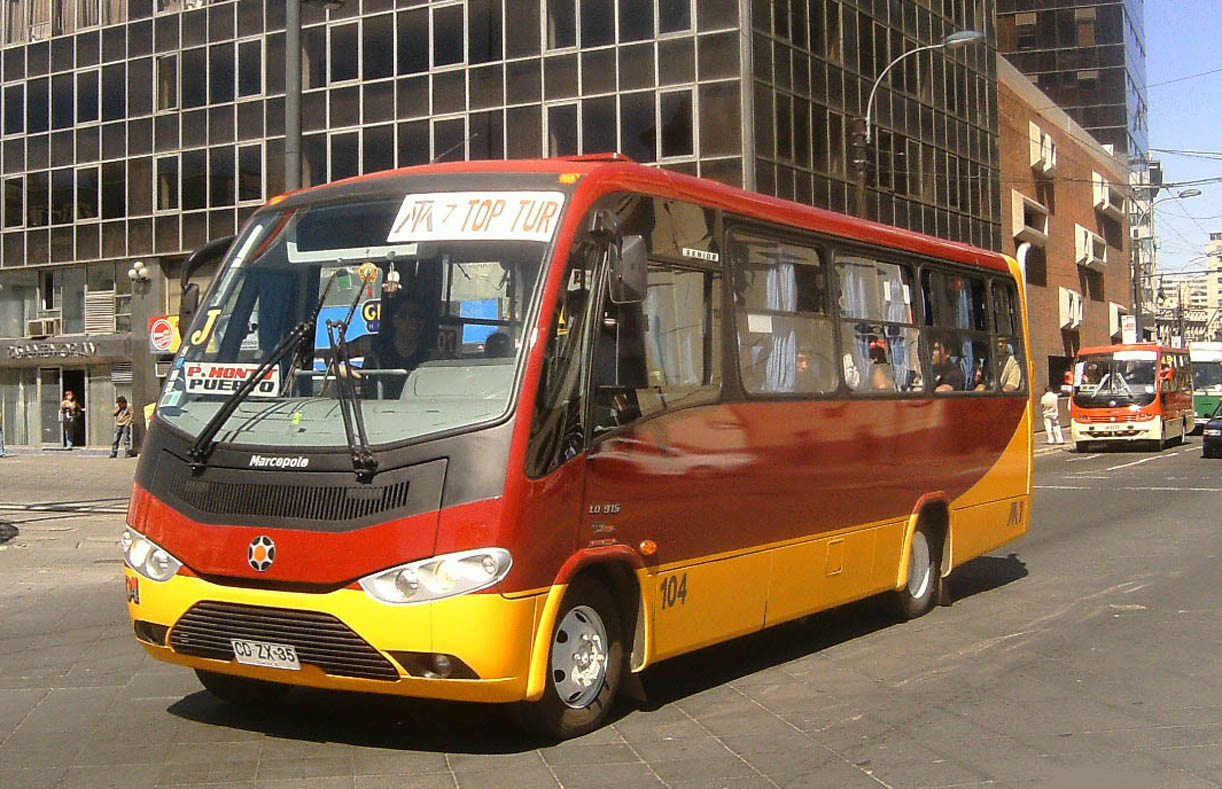
Minibús o Micro en Valparaíso, Chile.

También conocido como microbús y buseta, es un autobús de tamaño pequeño con capacidad para 8 a 30 pasajeros.

### Midibús
Autobús mediano entre minibús y autobús, cuya longitud es de entre 8 y 10.5 metros y están diseñado para transportar entre 60 y 80 pasajeros sentados y de pie.

### Autobús articulado

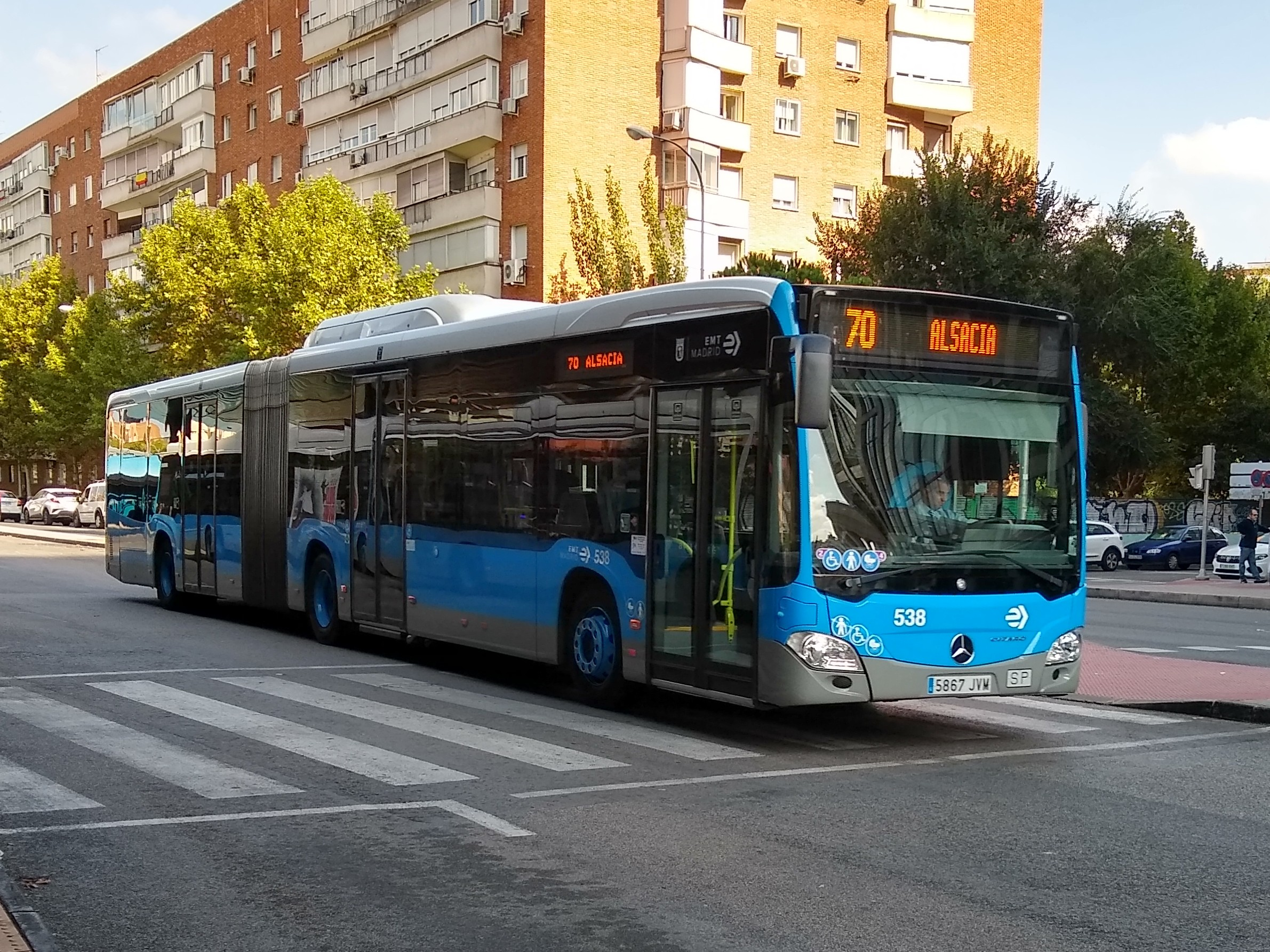
Autobús urbano articulado, operado por la EMT de Madrid.

Autobús de dos o más secciones tipo módulos.

### Autobús de dos pisos

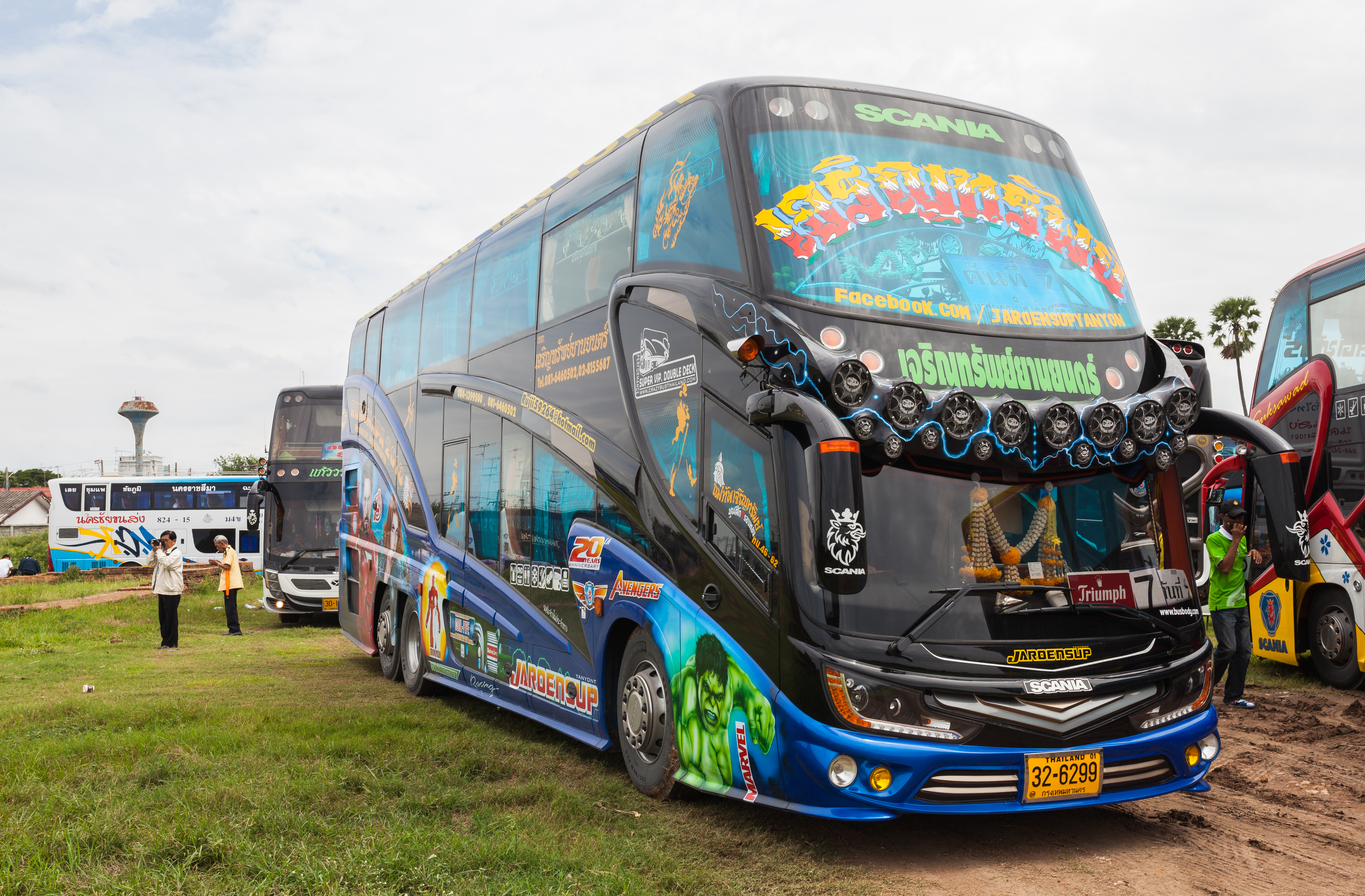
Autobús de dos pisos, Ayutthaya, Tailandia.

Muy típico en transporte urbano y periurbano en países de la Mancomunidad Británica.

### Autobús escolar
Estos autobuses se usan para llevar a los niños a la escuela.

### Autocar
Vehículo de gran capacidad para el transporte de viajeros interurbano o de largo recorrido.

### Trolebús

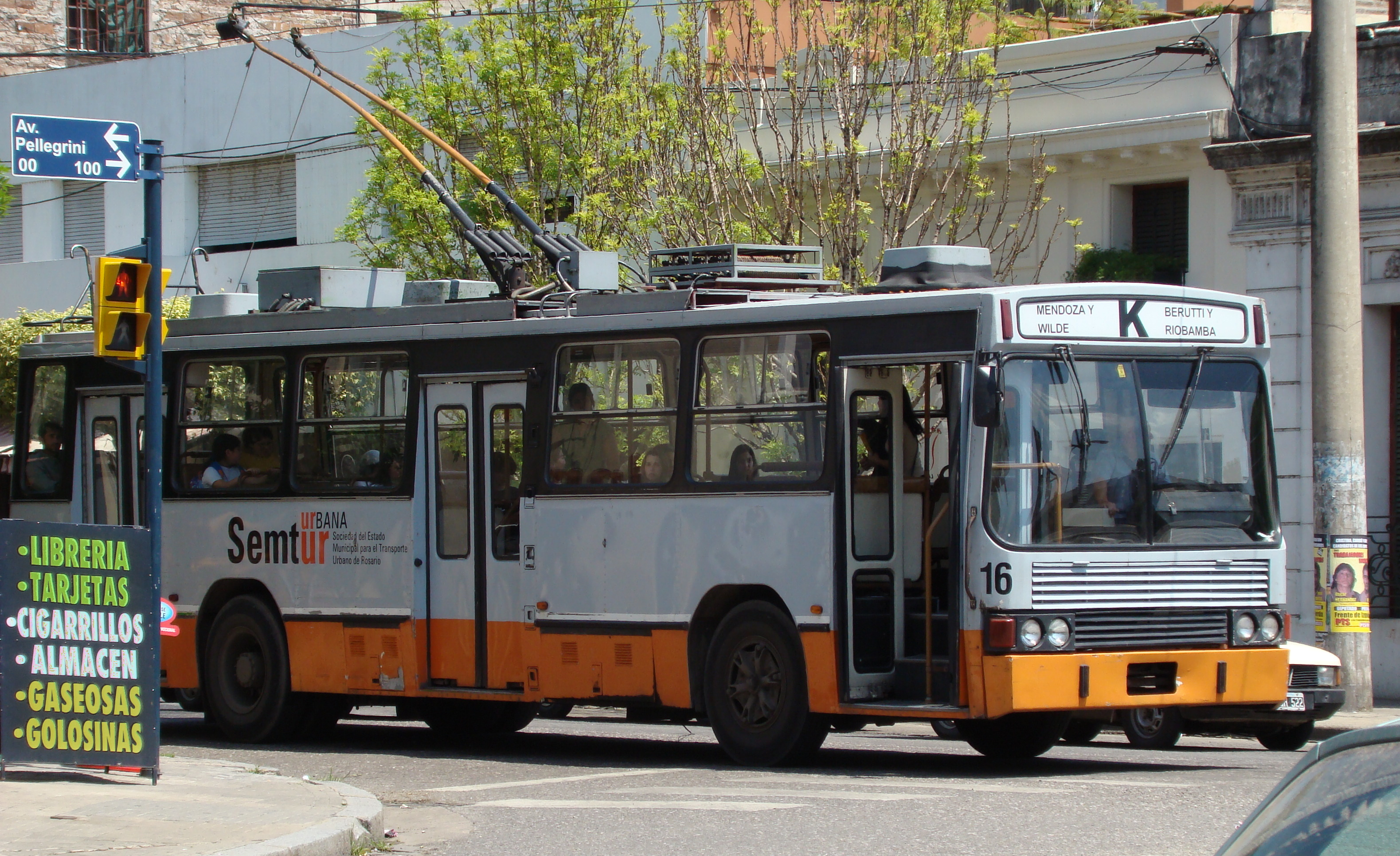
Un trolebús de la línea k, en Rosario, Argentina.

Autobús de tracción eléctrica, sin carriles, que toma la corriente de un cable aéreo por medio de un trole doble. 

### Ferrobús
Vehículo ferroviario ultraligero por lo general con un chasis regular o modificado de autobús.

### Tranvía turístico
Un tranvía turístico o trolley turístico, también llamado un autobús turístico, es en realidad un minibús con ruedas de goma, normalmente alimentado por diésel, a veces con gas natural comprimido, pensado para parecerse a un tranvía de estilo antiguo.

### Chiva

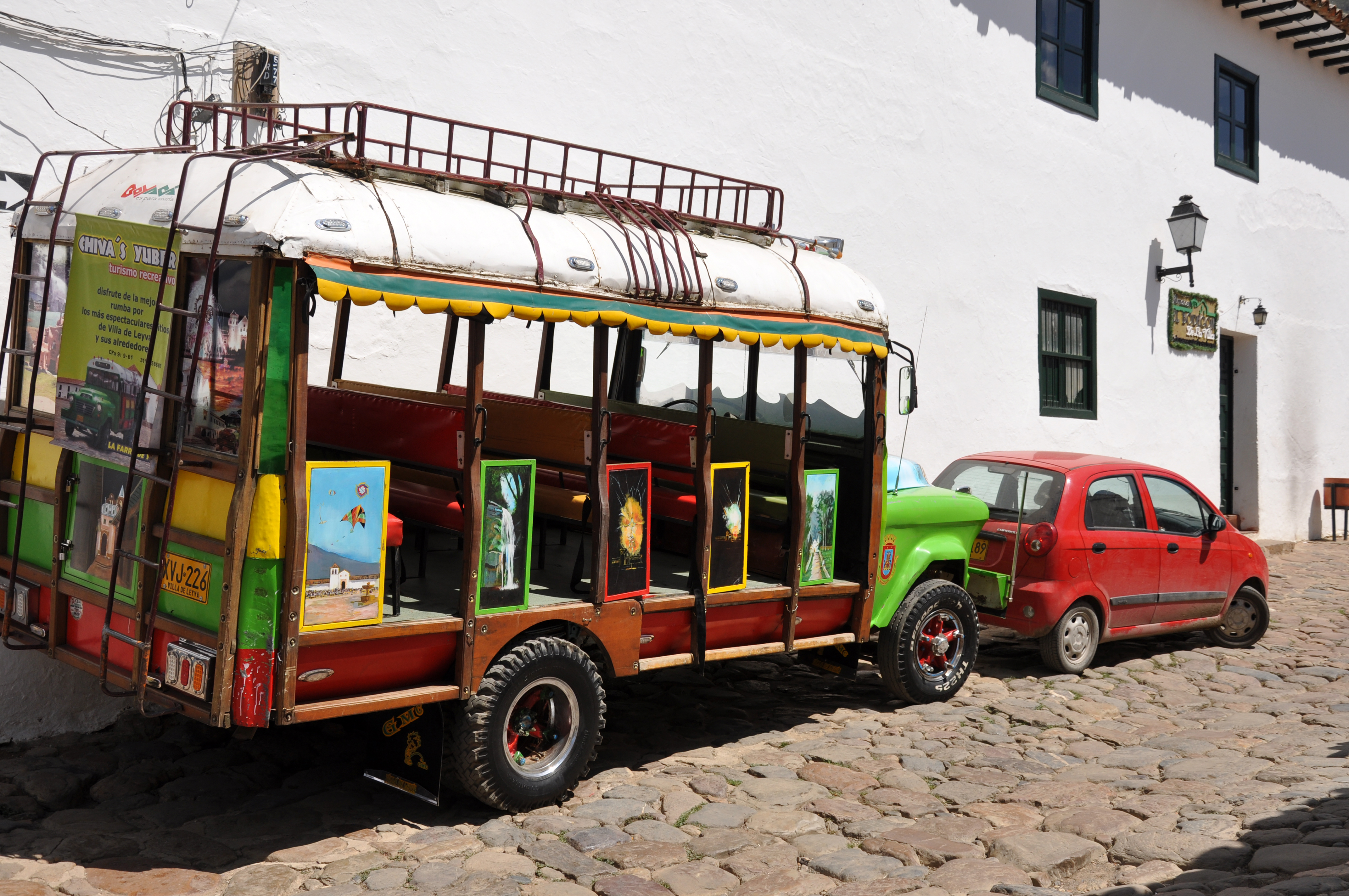
Una Chiva.

Las chivas son autobuses típicos de Colombia, Ecuador y Panamá adaptados en forma artesanal para el transporte público rural, pensando especialmente en la montañosa geografía de la Región Andina. Se caracterizan por ser muy coloridas y decoradas. La parte superior tiene una parrilla usada para el transporte de equipaje.

## Tipo de motorización
La mayoría de los autobuses funcionan como los vehículos de carretera con un motor de combustión interna y combustible diésel, aquí se presentan otras alternativas.

### Eléctrico

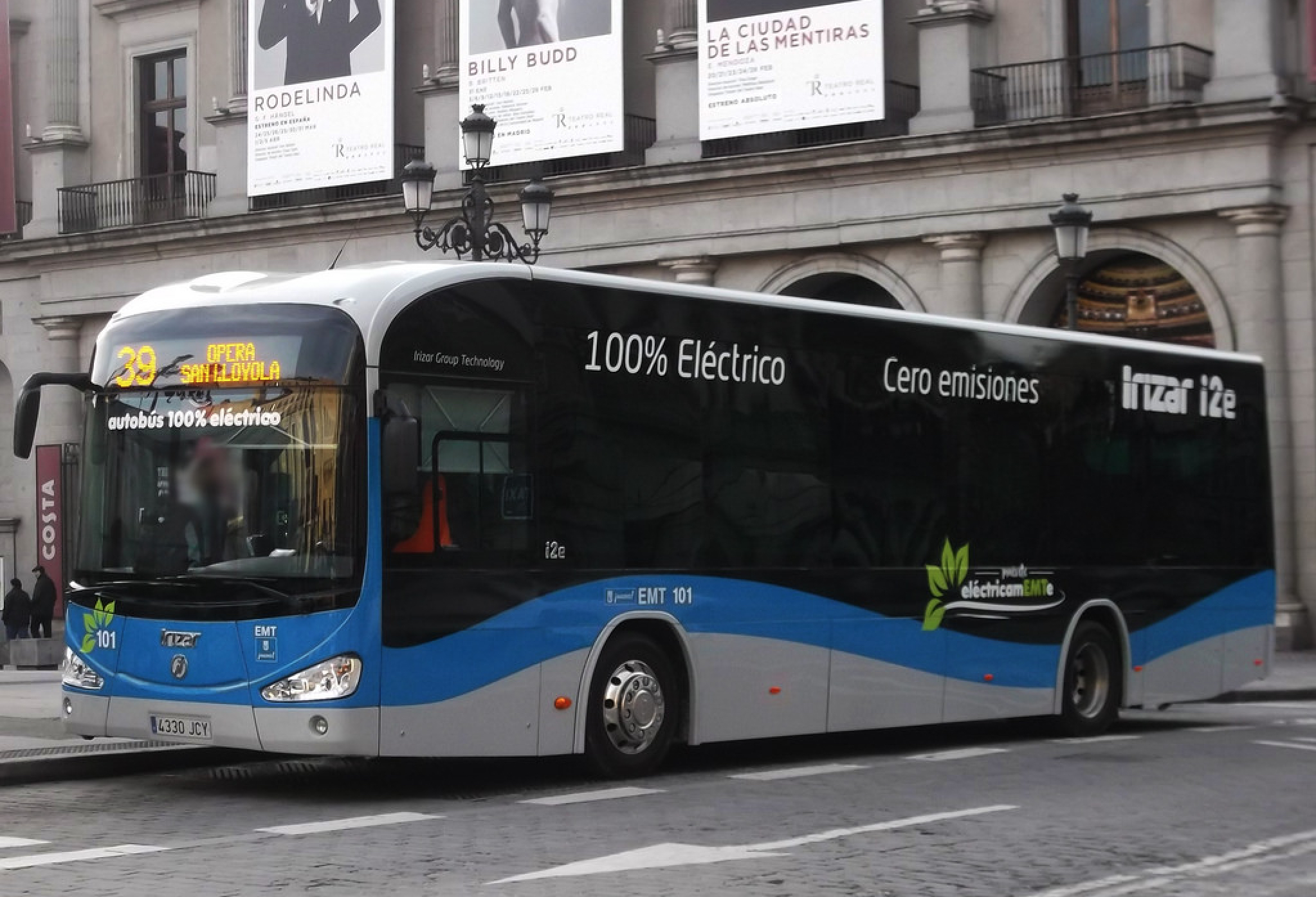
Autobús eléctrico en Madrid.

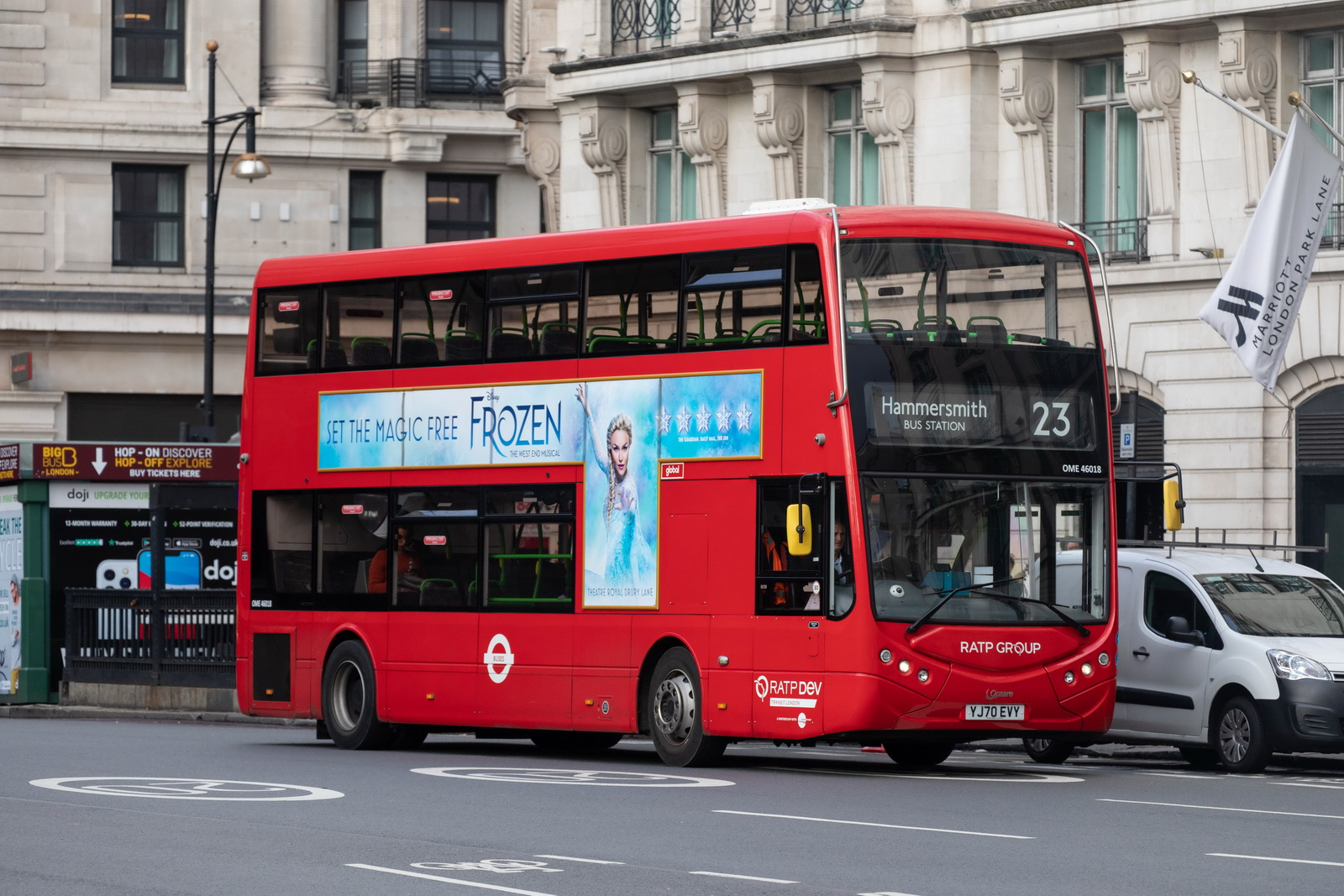
Autobús eléctrico en Londres.

Los autobuses eléctricos ofrecen una opción de transporte más amigable con el medioambiente, reemplazando el motor de combustión interna, por uno eléctrico alimentado principalmente por baterías de diferentes tipos.
Entre las opciones de autobús eléctrico que se ofrecen en Europa, se encuentra el Breda Menarinibus Zeus M-200 E, con capacidad para 30 pasajeros, una autonomía de 120 km (74,6 millas) proporcionada por baterías de ion de litio. Uno de sus primeros clientes fue el Ayuntamiento de Figueras.
También está disponible el modelo Gulliver de la empresa italiana Tecnobus.
Tanto el BredaMenarinini Zeus, como el Tecnobus Gulliver se encuentran incluidos en
el Plan Movele de ayudas del IDAE, Ministerio de Industria español.
La empresa Solaris Bus & Coach y AMZ Kutno, radicada en Polonia, también fabrica autobuses eléctricos.

#### Girobús
Autobús eléctrico que utiliza un volante de almacenamiento de energía en lugar de cables aéreos como un Trolebús.

### Gas natural
El uso del autobús como forma de reducir el uso del coche privado ha suscitado en algunas ciudades la implantación del autobús de combustión de gas natural para estos medios de transporte público. El uso de gas natural vehicular (GNV) reduce, aunque no elimina, en más de un 85 % las emisiones de óxido de nitrógeno y de partículas en suspensión, principales contaminantes que afectan a la salud humana, y hasta un 20 % las emisiones de CO2 principal gas de efecto invernadero que genera el cambio climático; respecto al uso de combustibles para vehículos es hoy en día una importante alternativa para mejorar la calidad del aire de las ciudades.
Actualmente en España circulan más de 2900 vehículos con gas natural, fundamentalmente vehículos pesados de ámbito urbano, como camiones de recogida de basura o autobuses. Un total de 26 localidades disponen de estaciones de suministro, entre ellas Barcelona, Burgos, Madrid, Salamanca, Sevilla y Valencia.

## Tecnologías

### Autobús guiado

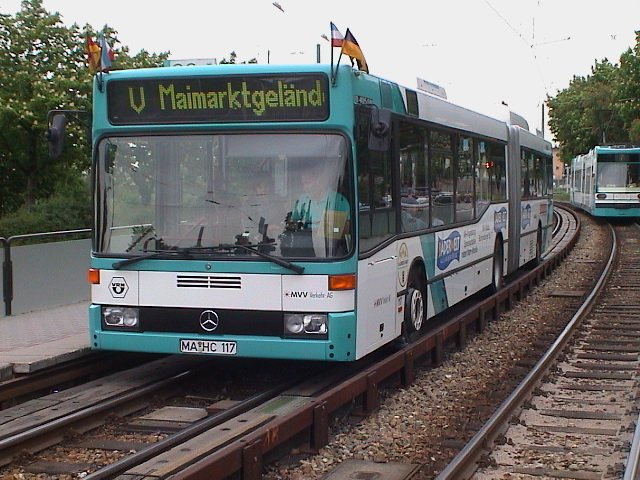
Autobús guiado.

Varias ciudades alemanas disponen de autobuses guiados que circulan por carriles exclusivos delimitados por bordillos de cierta altura a cada lado de la pista en los que se apoyan unas pequeñas ruedas horizontales que guían el autobús. El vehículo puede entrar y salir del sistema por unas entradas en forma de embudo por donde se encaja el autobús. En este mismo sistema pueden entrar trolebuses o vehículos mixtos a conveniencia del operador. También pueden circular por túneles y vías mixtas con carriles para tranvías. En estos casos se impide la circulación de cualquier otro vehículo que intente entrar en la vía.
Además existen líneas en las que el apoyo del vehículo se realiza sobre una vía de madera (tablones) y el guiado lateral se realiza por una guía metálica; este sistema suele utilizarse donde hay una vía férrea previa, normalmente en líneas de extrarradio, y donde circulan trenes de cercanías. Es un sistema mixto muy potente para estaciones intermodales. El sistema es similar al de las líneas del metro de París, cuyos vagones cuentan con ruedas dotadas de neumáticos. La gran desventaja de este tipo de guiado es su mayor consumo de energía comparado con el material ferroviario, (se necesita diez veces más energía para impulsar un peso determinado rodando sobre neumáticos que sobre railes y también se pierde energía por la fricción de las ruedas laterales).

#### Orientación óptica
También existe un sistema de orientación óptica en pruebas, para autobuses y trolebuses que utilizan marcas pintadas en el suelo y un sistema óptico (láser o visión artificial).
En Castellón ya está funcionando el TVRCAS un trolebús guiado y con motores eléctricos integrados en las llantas del vehículo, (dotado también de un generador diésel para poder circular si es preciso donde no haya catenaria/filovía). Utiliza guiado láser con marcas en la calzada y plataforma exclusiva, pero puede circular sin ellas.

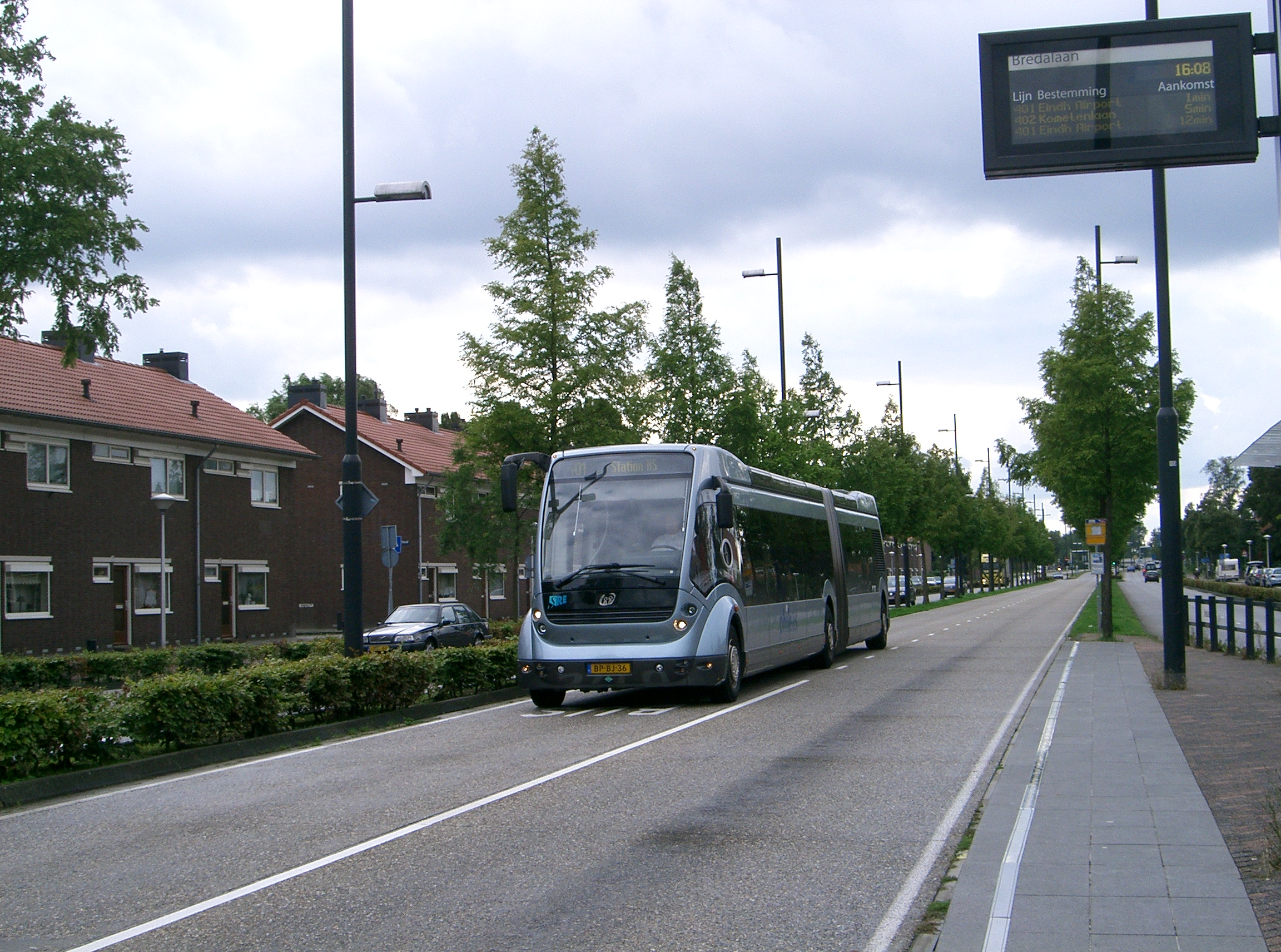
Autobús de Tránsito Rápido en carriles reservados con sistema de «orientación óptica» en Eindhoven, Holanda (Países Bajos).
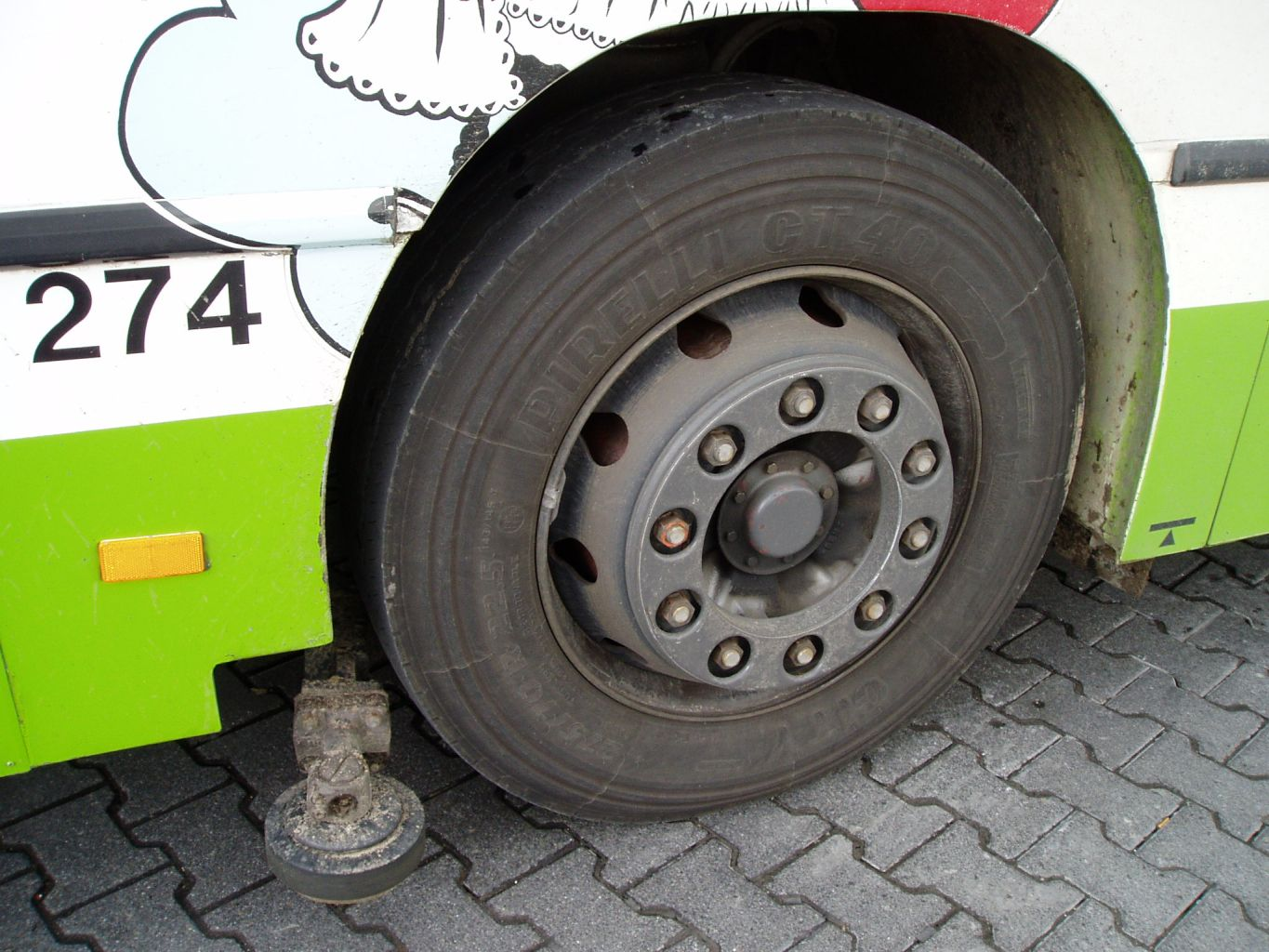
Guía volante de un autobús guiado en Mannheim, Alemania.
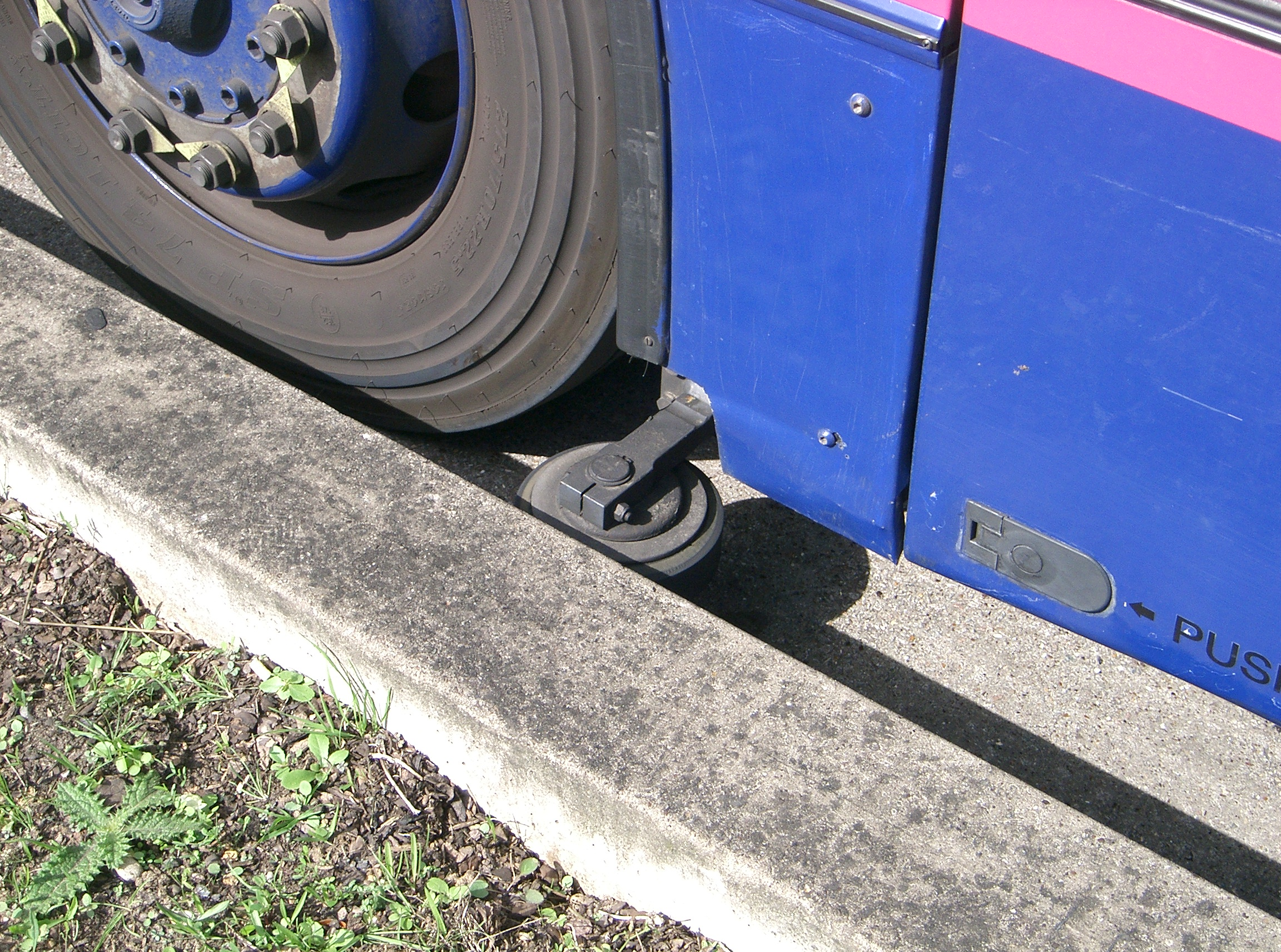
Primer plano de una guía volante en un autobús en Suffolk, Inglaterra.

## Servicio de autobús en el transporte público

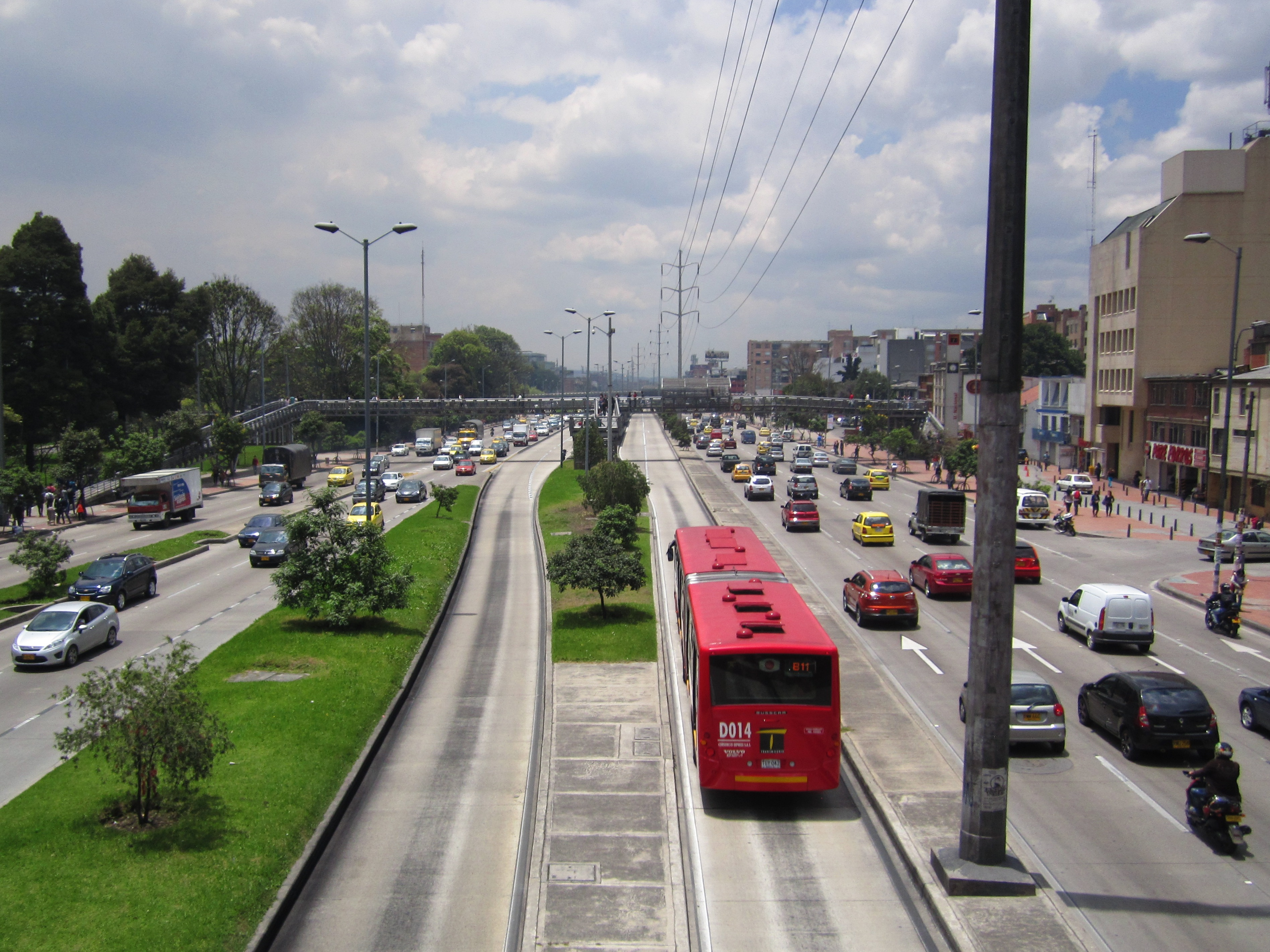
Carril exclusivo de TransMilenio en Bogotá, Colombia.

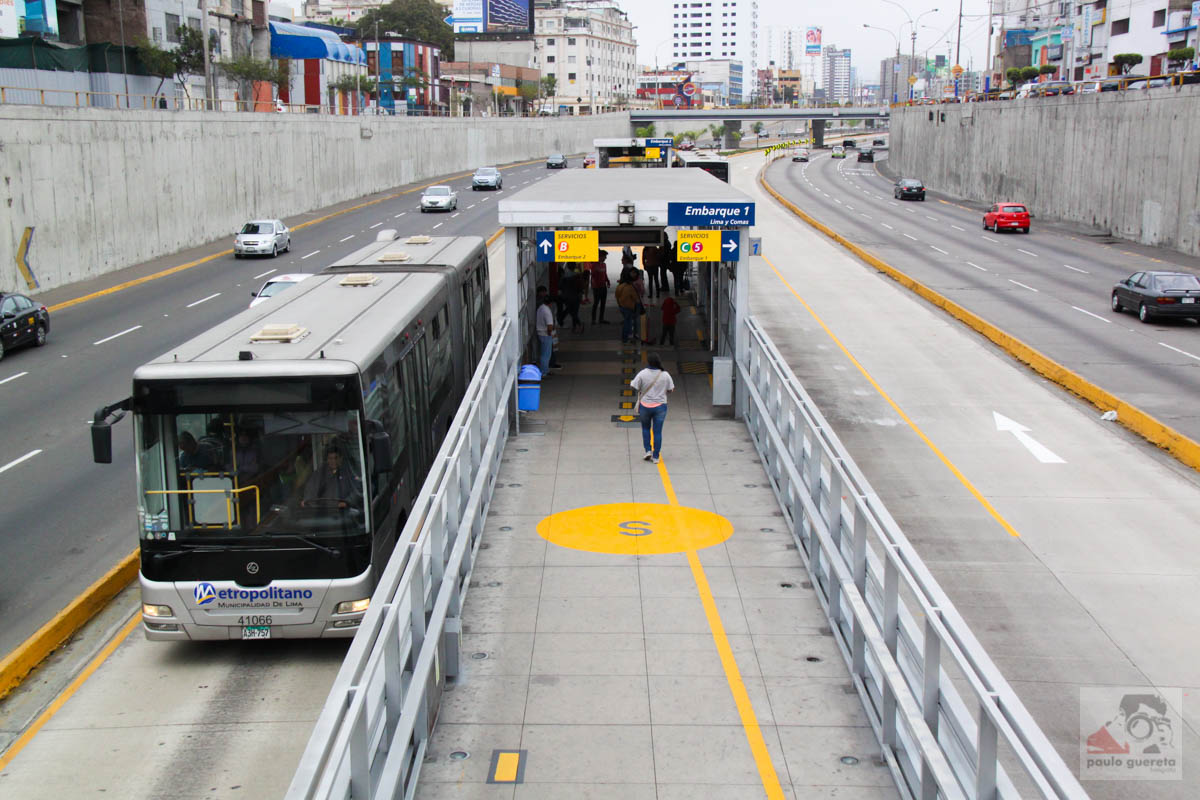
Sistema Metropolitano en Lima, Perú.

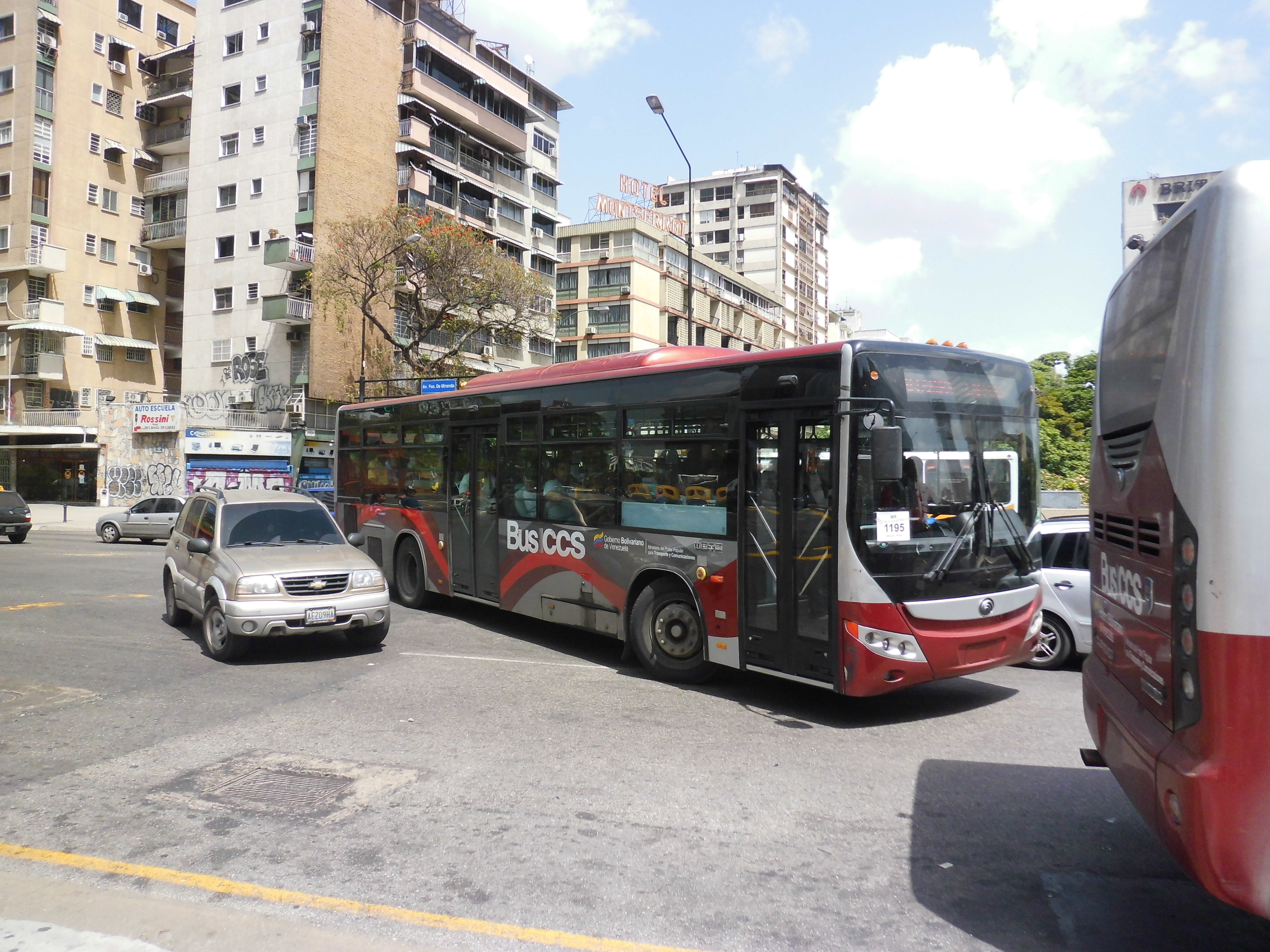
Unidad del BusCaracas reservado en Caracas, Venezuela.

### Autobús de tránsito rápido
Son soluciones de transporte de media y alta capacidad en superficie; basadas en autobuses que circulan por carriles exclusivamente reservados, y son accesibles solo desde las estaciones. Una de las ventajas que se esgrimen a su favor es que los costos de construcción tienden a ser inferiores a los de sistemas como los metros o tranvías, teniendo una capacidad de movilización de pasajeros similar. Sin embargo, a diferencia de los sistemas subterráneos, ocupan un espacio vial en la superficie, lo que puede dificultar su implantación en grandes urbes densamente urbanizadas y alterar el flujo del tránsito de las mismas. A pesar de las dificultades que se plantean al implementar este tipo de medios de transporte, día a día han ido teniendo una buena acogida en las grandes urbes. En las ciudades que cuentan con un sistema de metro, el Autobús de Tránsito Rápido es utilizado como un sistema complementario, mientras que en ciudades que carecen de un tren metropolitano estos sistemas son el eje principal del transporte urbano.
Este tipo de sistemas se ha implantado en ciudades como Barcelona, Bogotá, Buenos Aires, 
Caracas , Ciudad de México, Ciudad de Guatemala, Curitiba, Hamburgo, Lima, Montreal, São Paulo, Ecuador, La Paz, San Salvador, entre muchas otras.

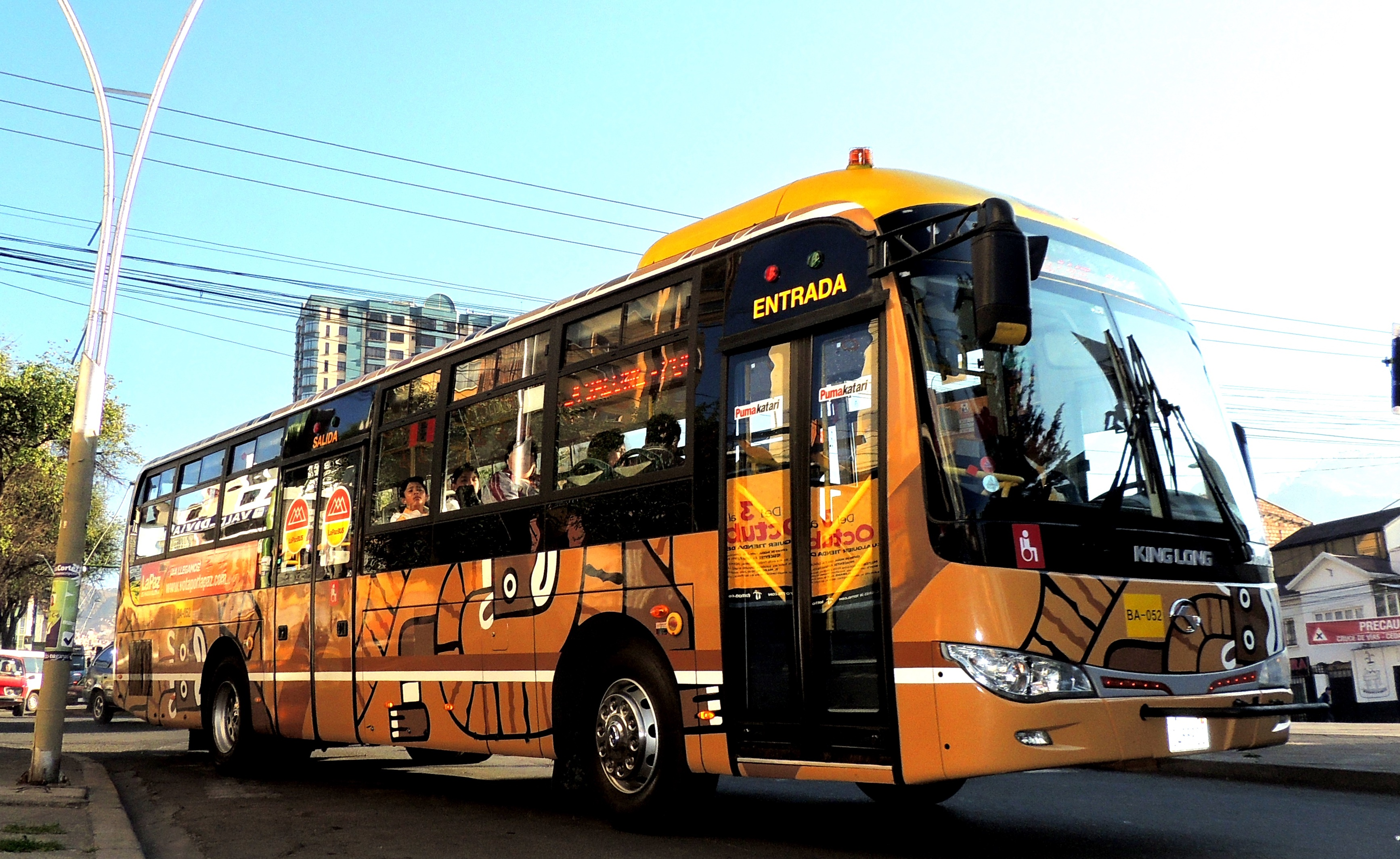
Bus para la altura y pendientes (La Paz, Bolivia)

### Servicio expreso
Servicio de transporte realizado por autobuses entre las principales ciudades de las provincias. El sistema tiene como punto de partida y destino a las estaciones de autobuses interprovinciales. Por lo general este servicio no contempla escalas o paradas en la mitad del camino, sin embargo pueden darse cuando el viaje supera las 5 horas.
En caso de que la conexión se realice entre provincias de países distintos, la categoría de transporte será Internacional y no Interprovincial.

## Sistemas históricos

### London Bus

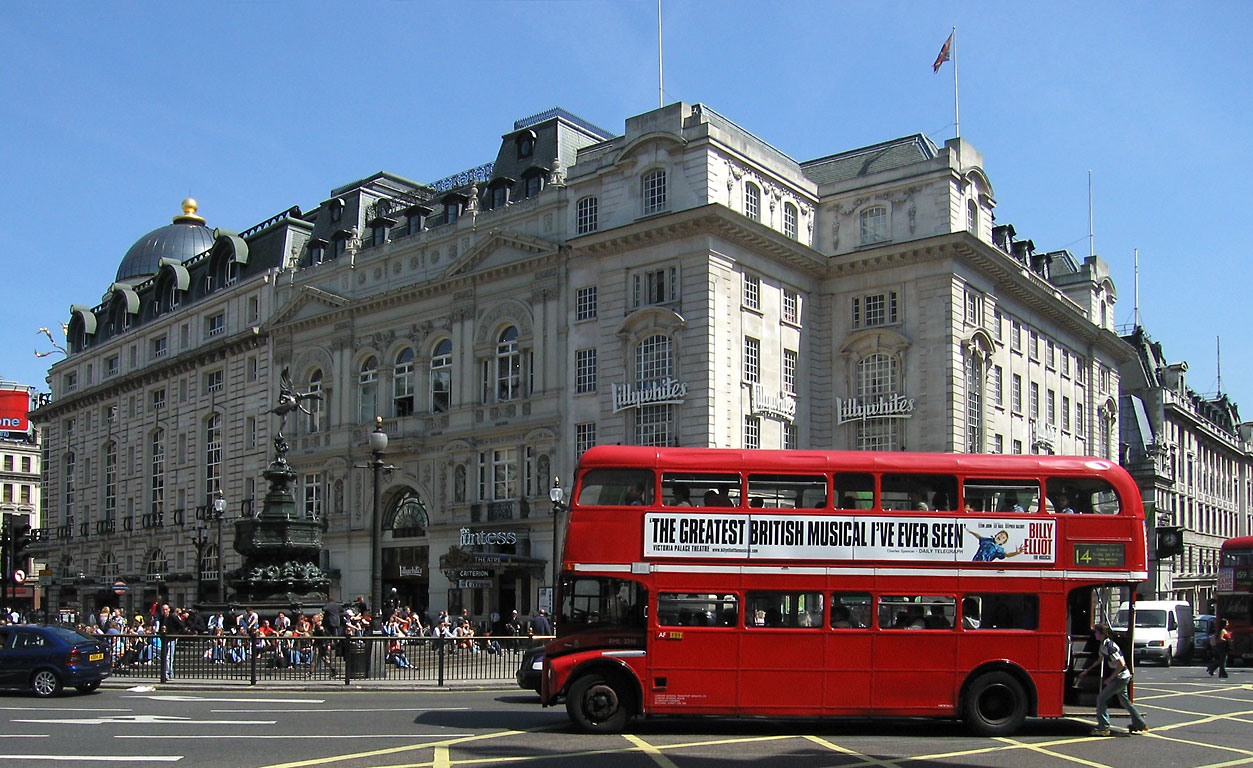
Clásico doble piso Routemaster en Londres, Inglaterra, Reino Unido.

El primer modelo de autobús producido en masa fue el autobús de dos pisos B-type  diseñado por Frank Searle y operado por la London General Omnibus Company; entró en servicio en 1910, y habían sido construidos casi 3000 al finalizar la década. Cientos fueron utilizados con fines militares en el Frente Occidental durante la Primera Guerra Mundial.
En 1939 fue creado el modelo RT por Albert Arthur Molteno Durrent, jefe de ingenieros de la London Transport's Bus and Coach Division, un autobús del tipo double-decker, muchos sin techo que reemplazaba a los  trolebuses  y a los tranvías. En 1954 se construye el primer Routemaster RM. Hoy en día circulan solo dos líneas de los famosos autobuses tradicionales de color rojo, el restante de las líneas siguen operando modernas versiones del mismo.

### El Colectivo de Buenos Aires

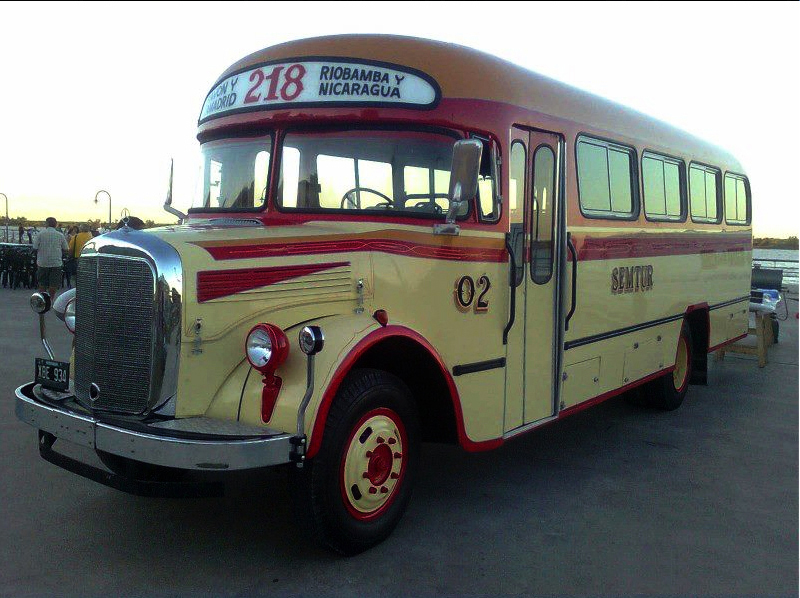
El Colectivo en su máxima expresión.

Al autobús urbano en Buenos Aires y varias localidades de la Argentina se lo conoce como "colectivo". Su historia se remonta a finales de la década de 1920, cuando algunos propietarios de taxis decidieron establecer un servicio con recorridos preestablecidos y paradas fijas. Dado que el servicio fue bien aceptado por la población porteña, los empresarios comenzaron a utilizar todo el espacio disponible (no solo asientos internos del automóvil, sino también los «traspuntines»).
En definitiva, el origen del colectivo argentino fue un taxi sin reloj, que ocupaba todos los asientos y realizaba un recorrido fijo, en un vehículo adaptado para tal fin (primero berlinas grandes, luego camiones modificados y luego chasis de camiones carrozados). A fines de la década de 1980, el colectivo como vehículo, tras la evolución de los chasis y carrocerías para buses, dejó de producirse, sin embargo, el sistema de Ómnibus y su cultura se mantienen al día de hoy.

## Galería

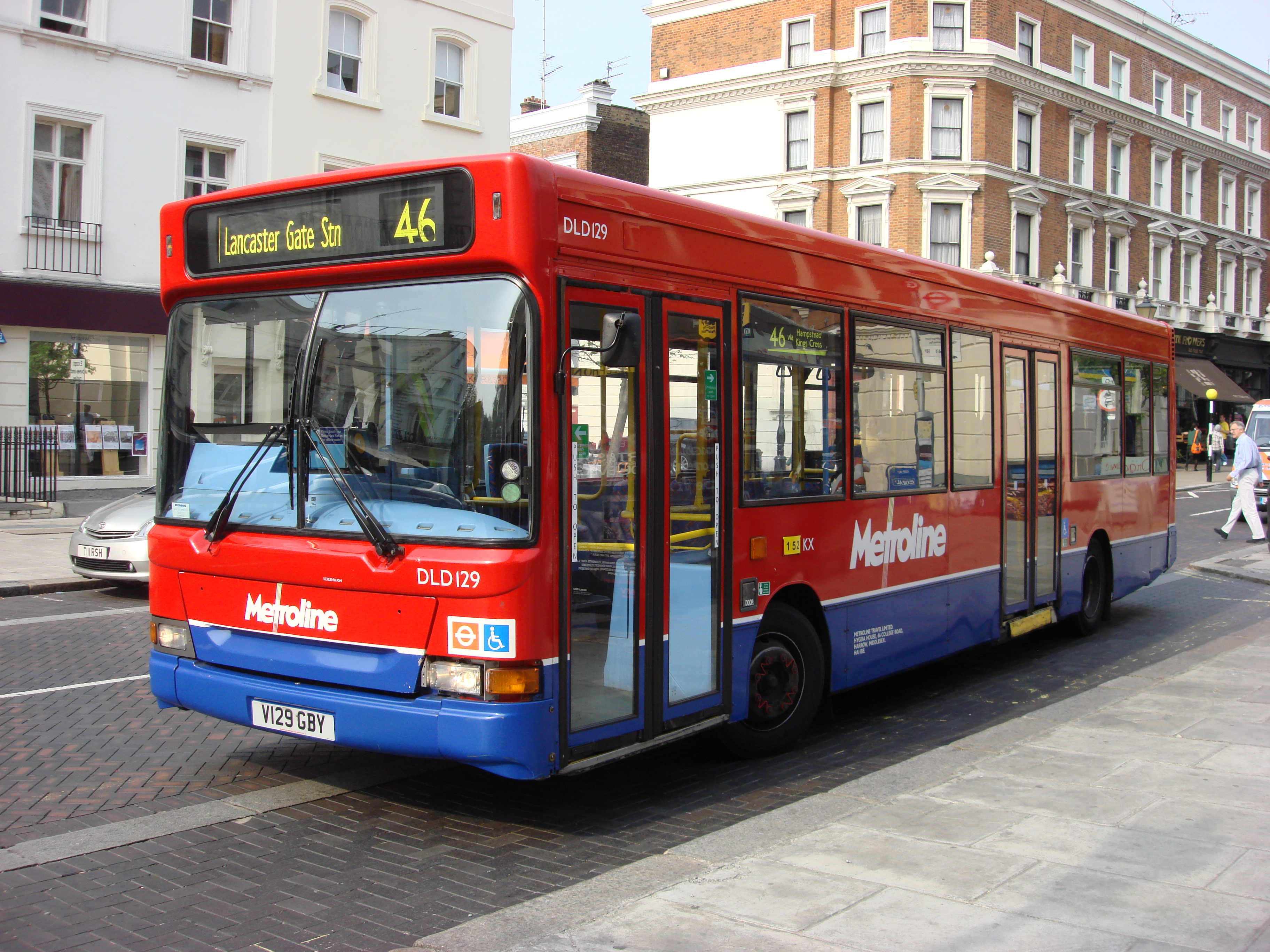
Un autobús de un simple piso de Londres, Inglaterra, Reino Unido, operado por Metroline
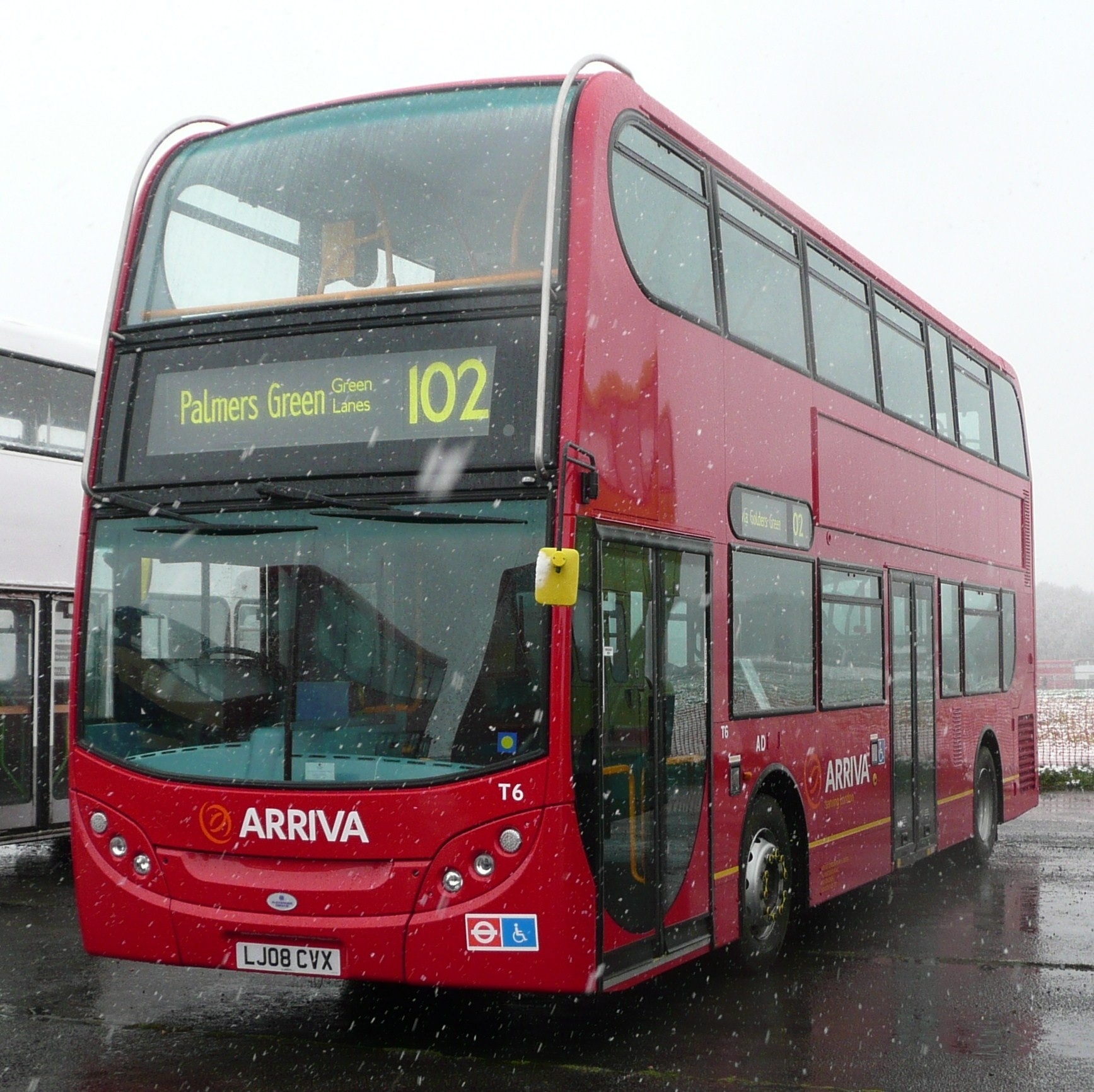
El Alexander Dennis Enviro 400, propiedad de la empresa Arriva, es un autobús de dos pisos
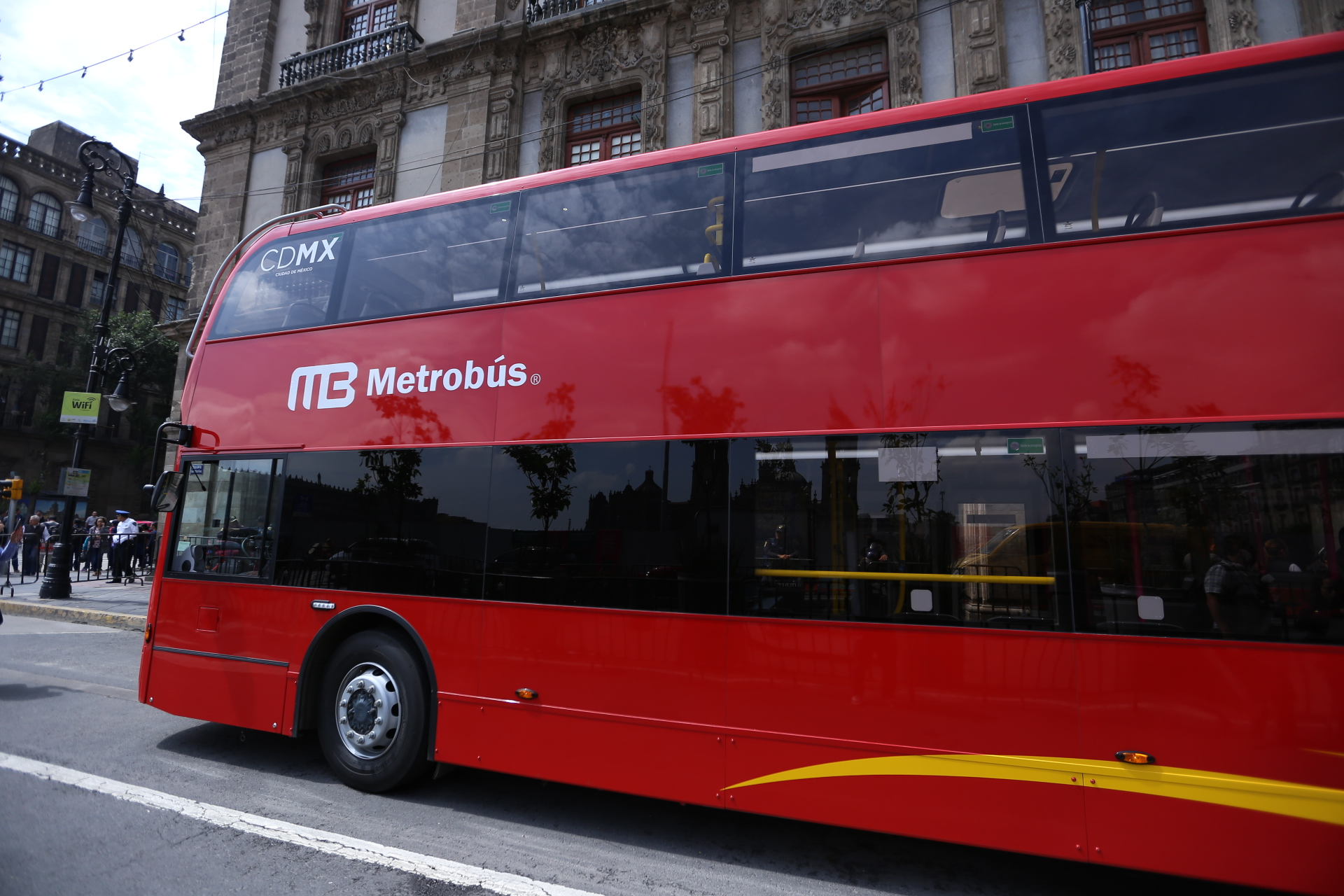
Unidad de la línea 7 del Metrobús de la CDMX (México)
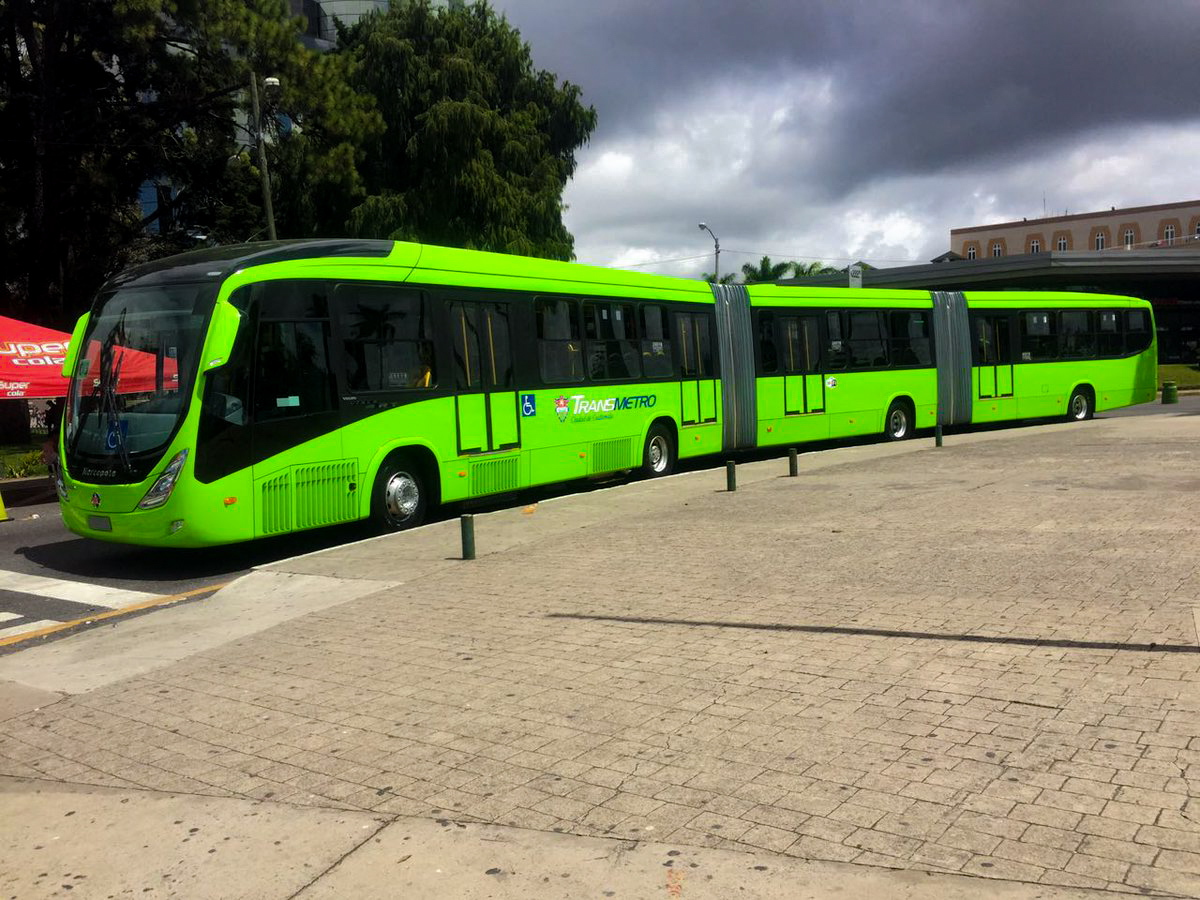
Biarticulado del sistema de transporte Transmetro en la Ciudad de Guatemala, Guatemala
Autobús Biarticulado de TransMilenio en Bogotá, Colombia
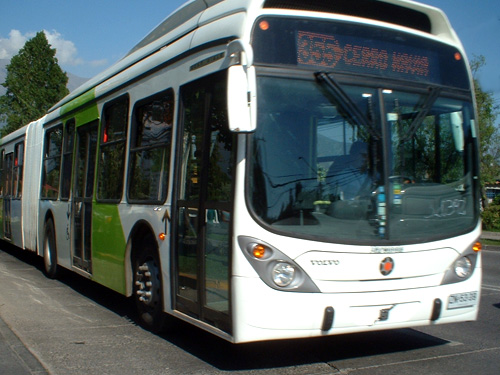
Autobús articulado de Transantiago en Chile
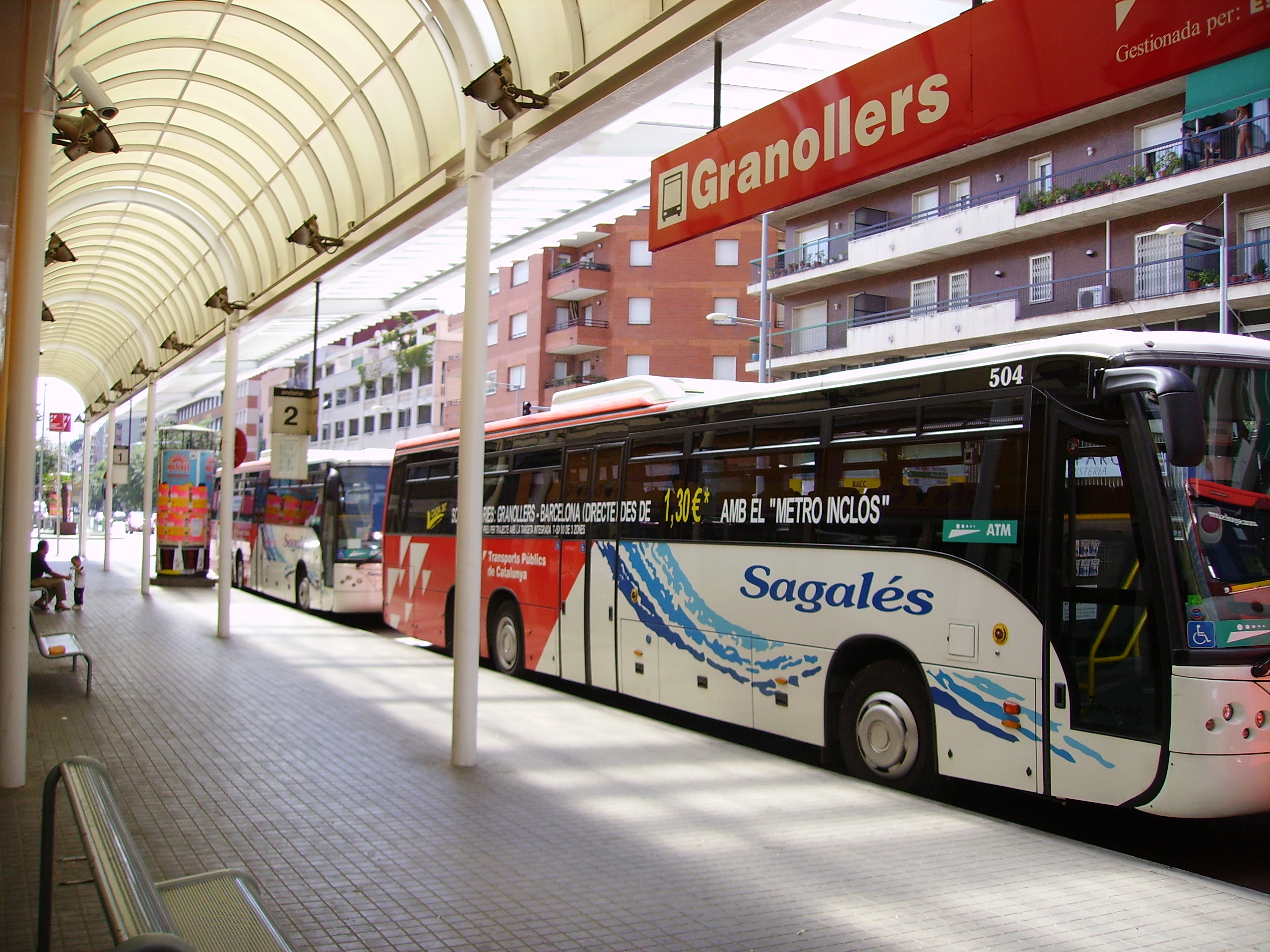
Varios autobuses interurbanos de Cataluña en la estación de Granollers en España
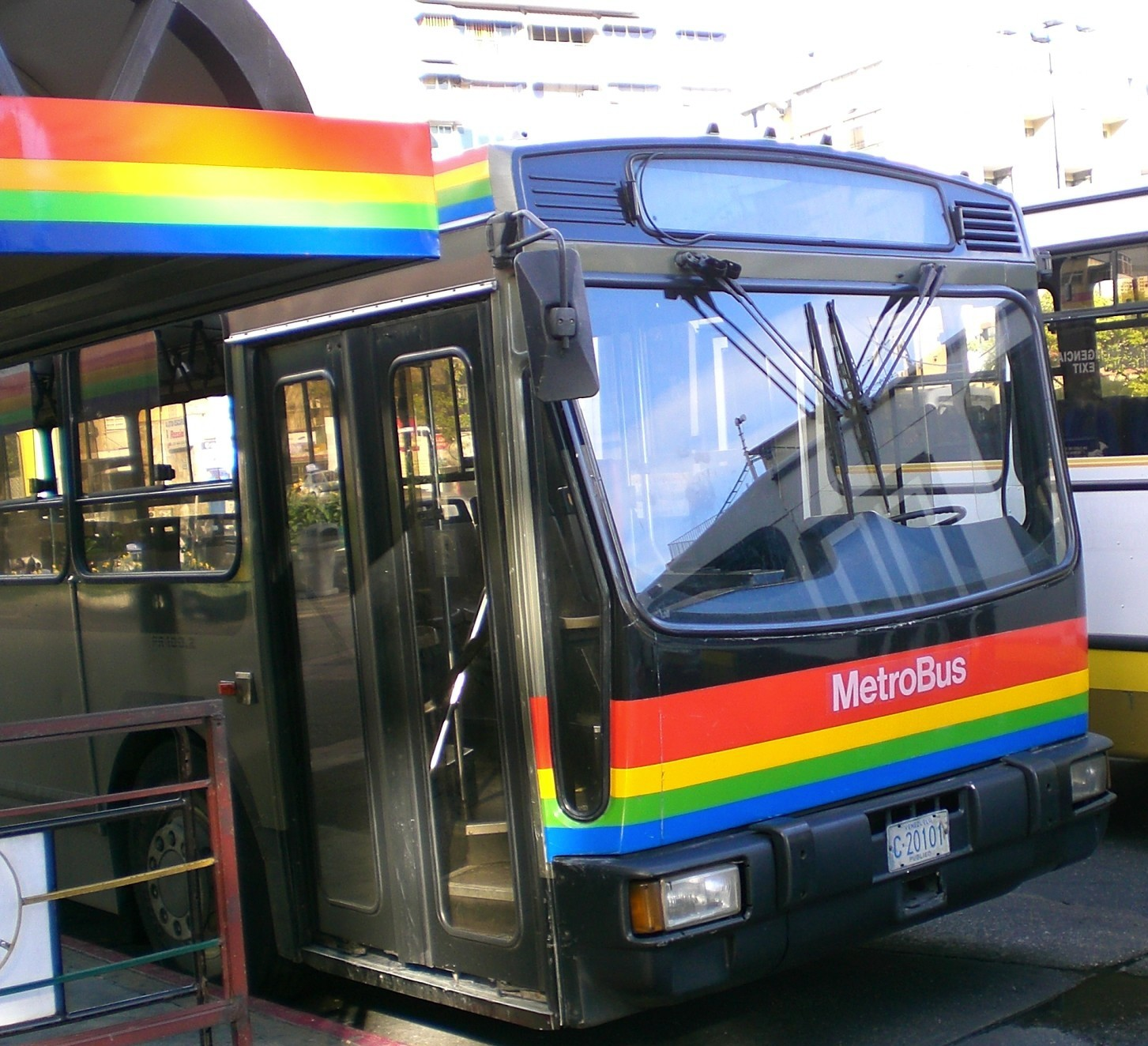
Sistema de Metrobús en Caracas, Venezuela
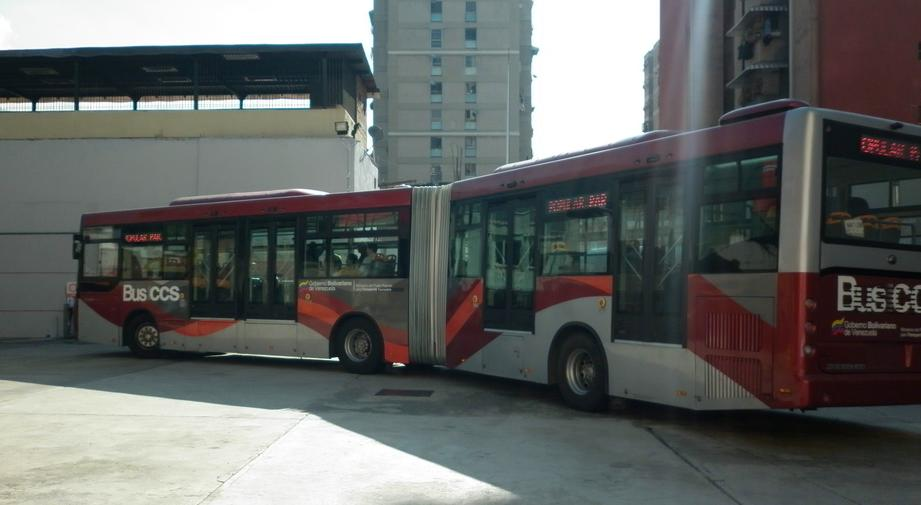
Autobús de BusCaracas
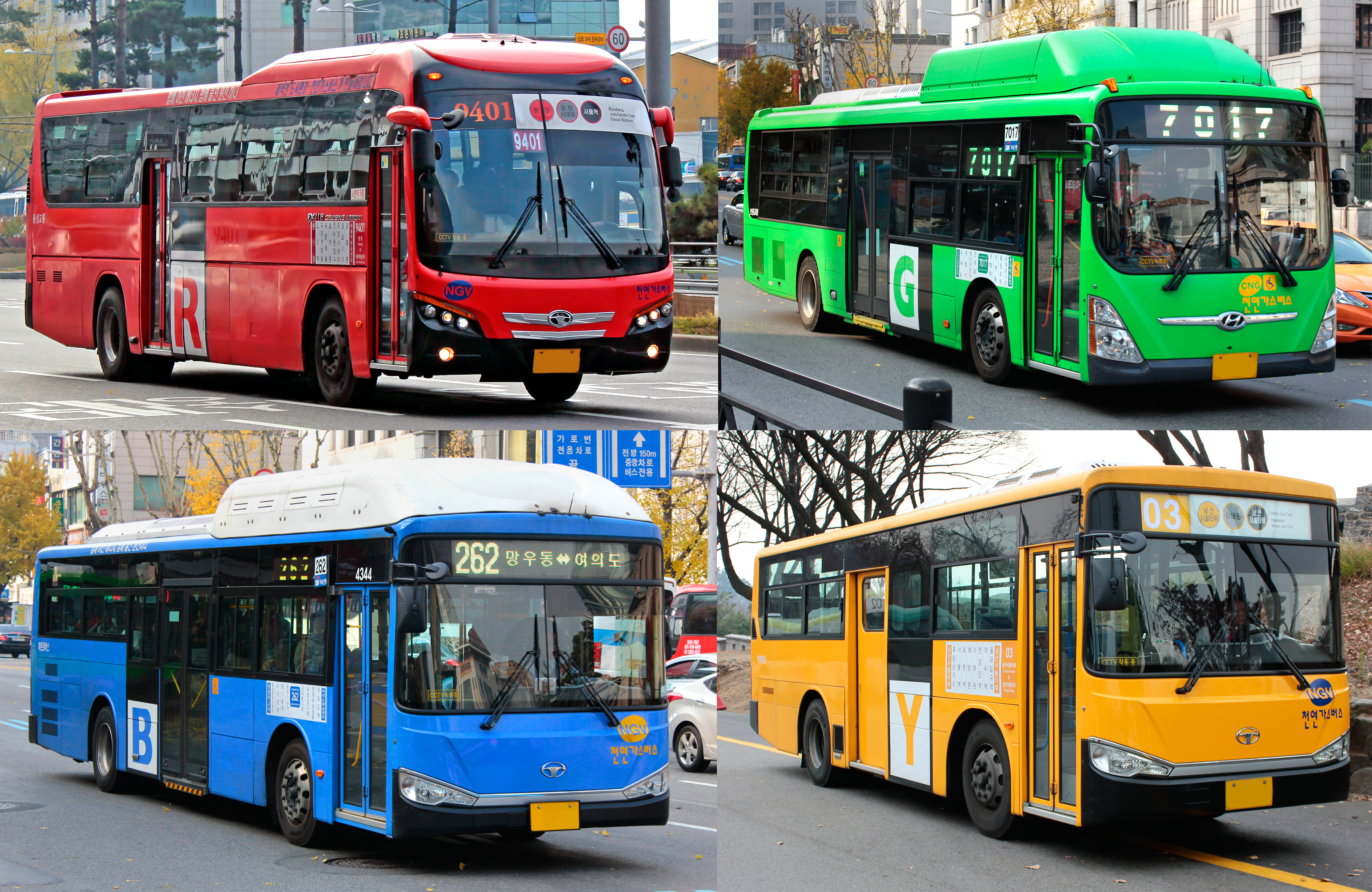
Autobúses en Seúl, Corea del Sur
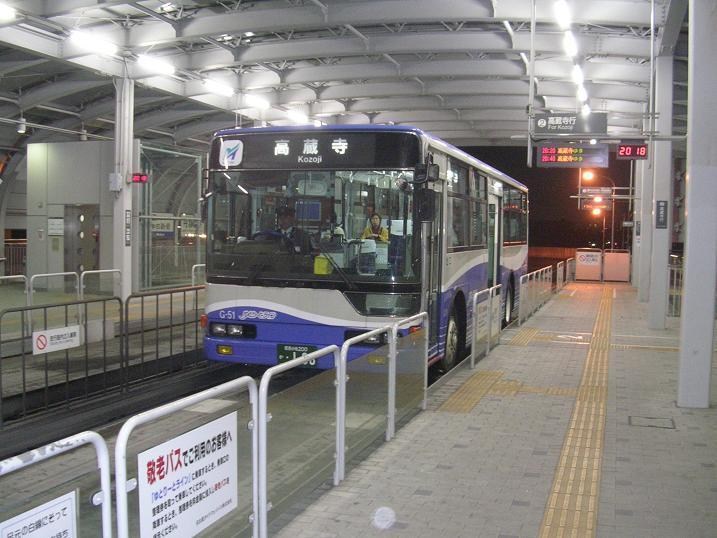
Autobús de la línea Yutorīto en Japón
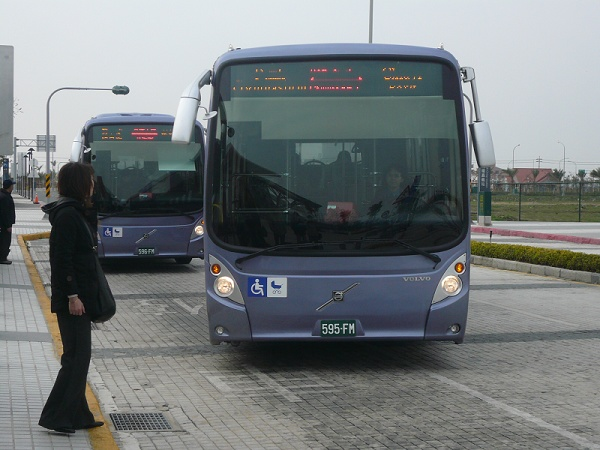
Autobús BRT en Chiayi, Taiwán
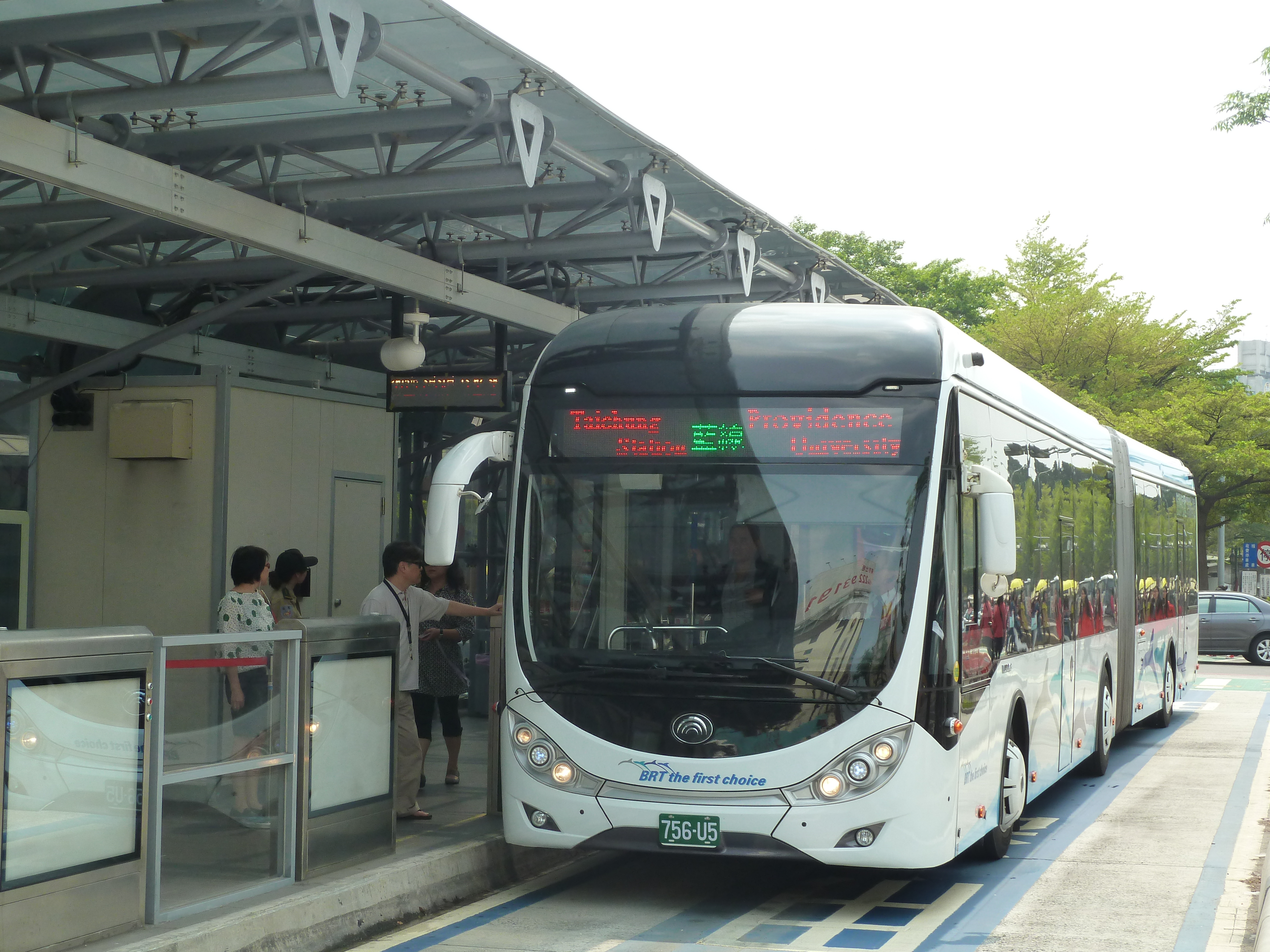
Autobús BRT en Taichung, Taiwán
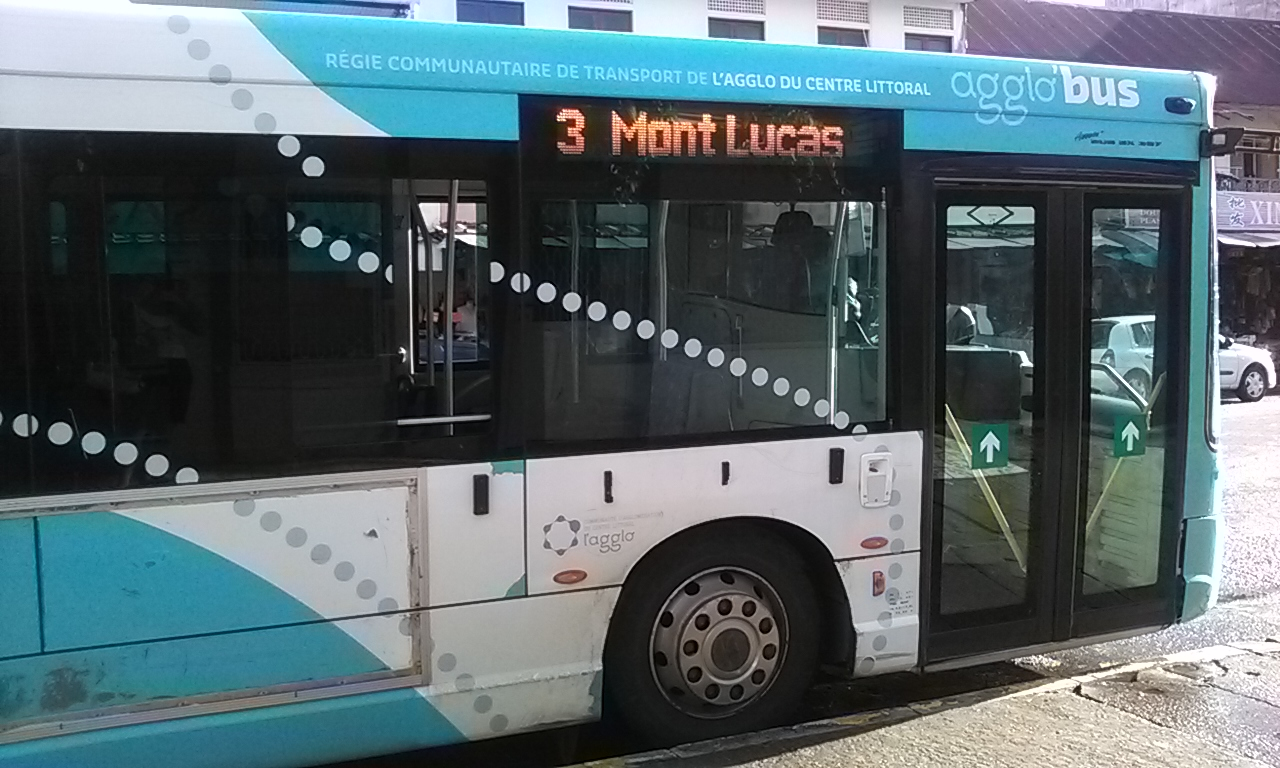
Un autobús Agglo, transporte público, en la ciudad de Cayena, Guayana Francesa, en 2016
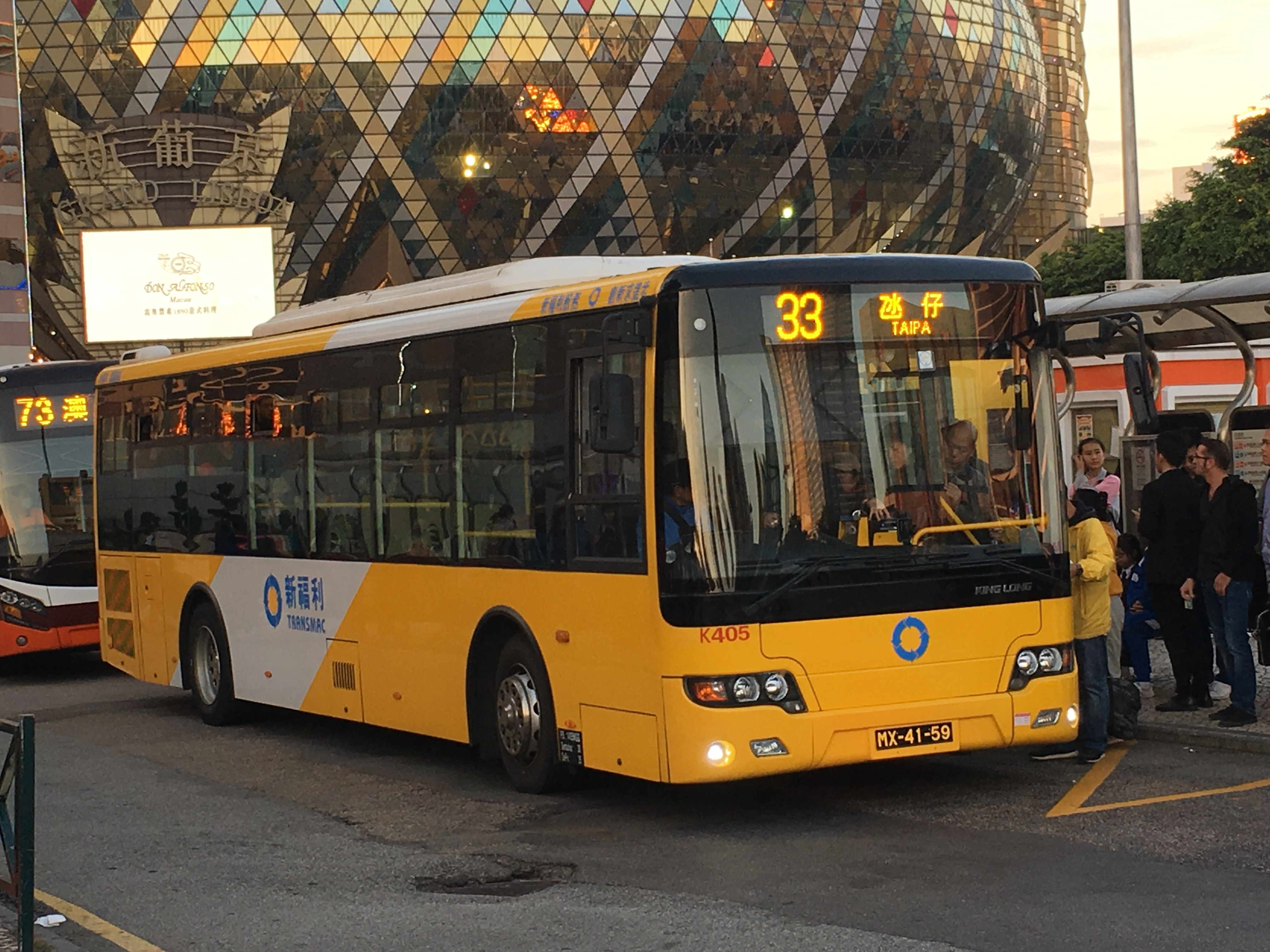
Un autobús en Macao
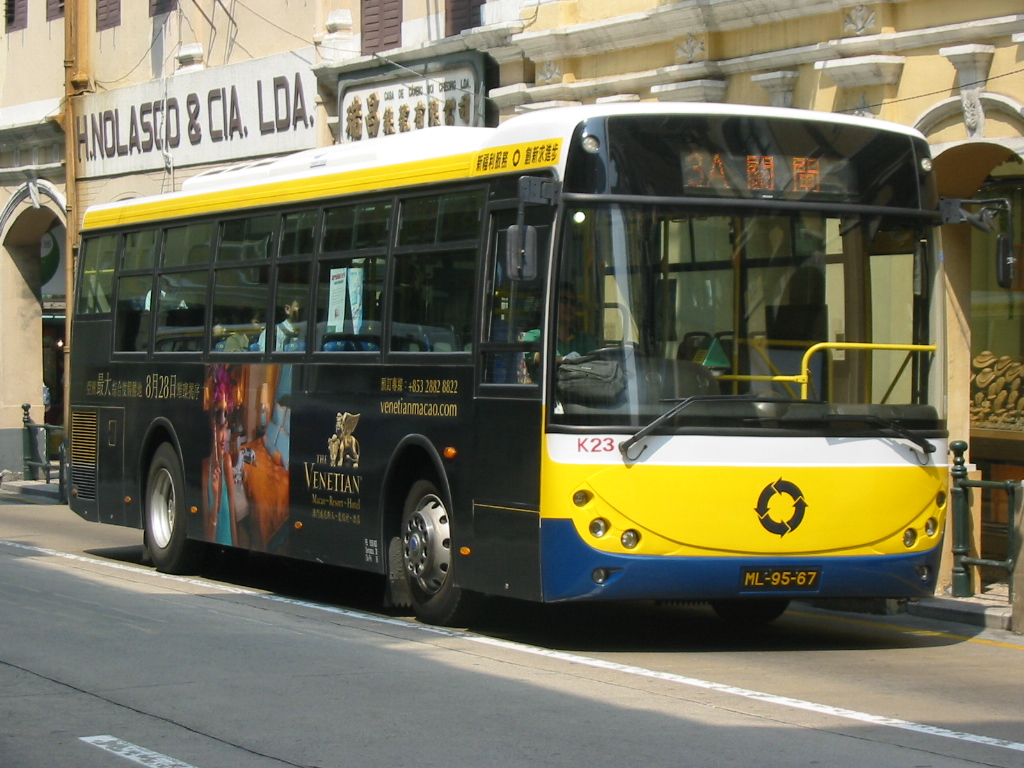
Dennis Dart SLF operando en al línea 3A en Macao
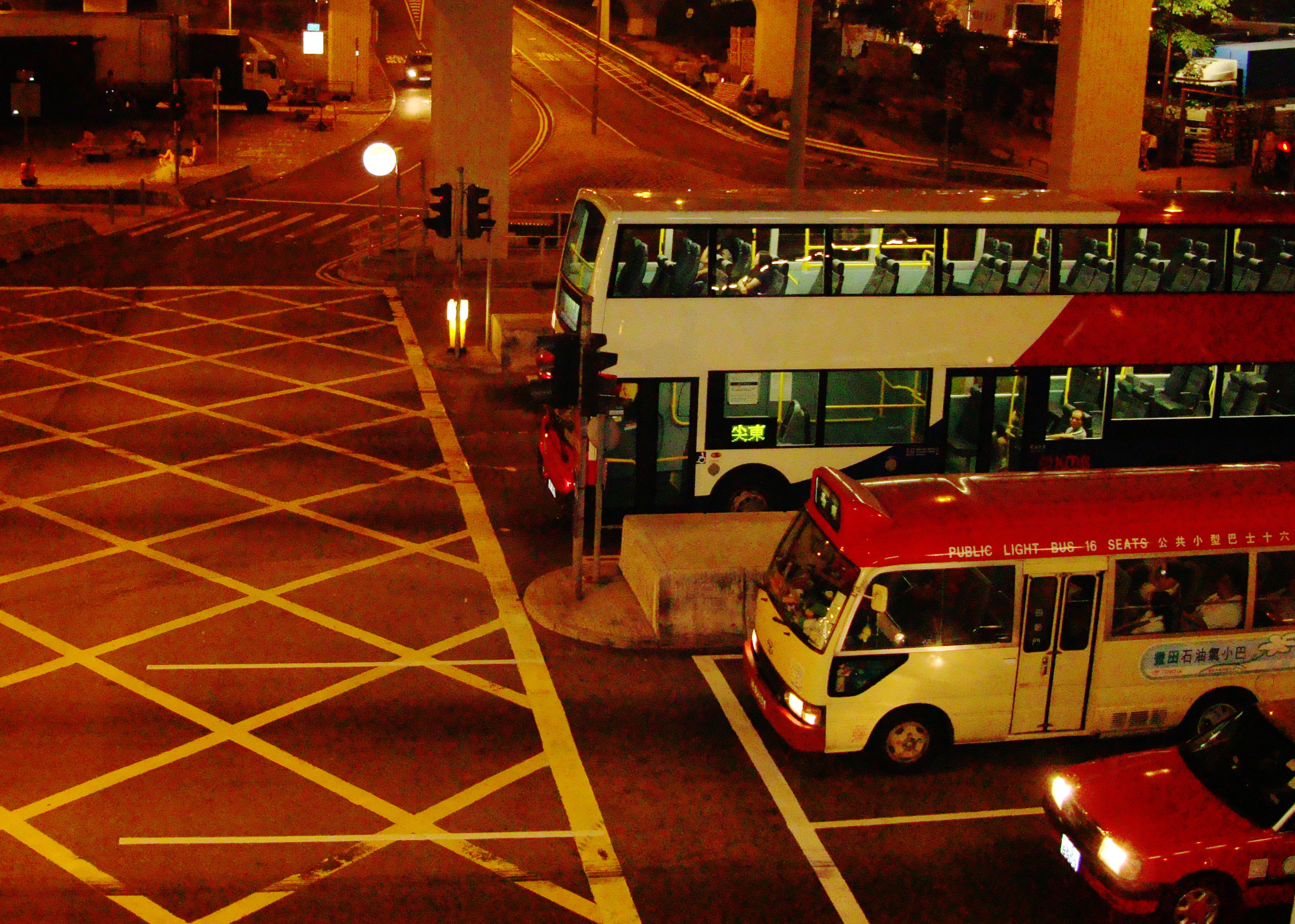
Autobúses públicos en Hong Kong
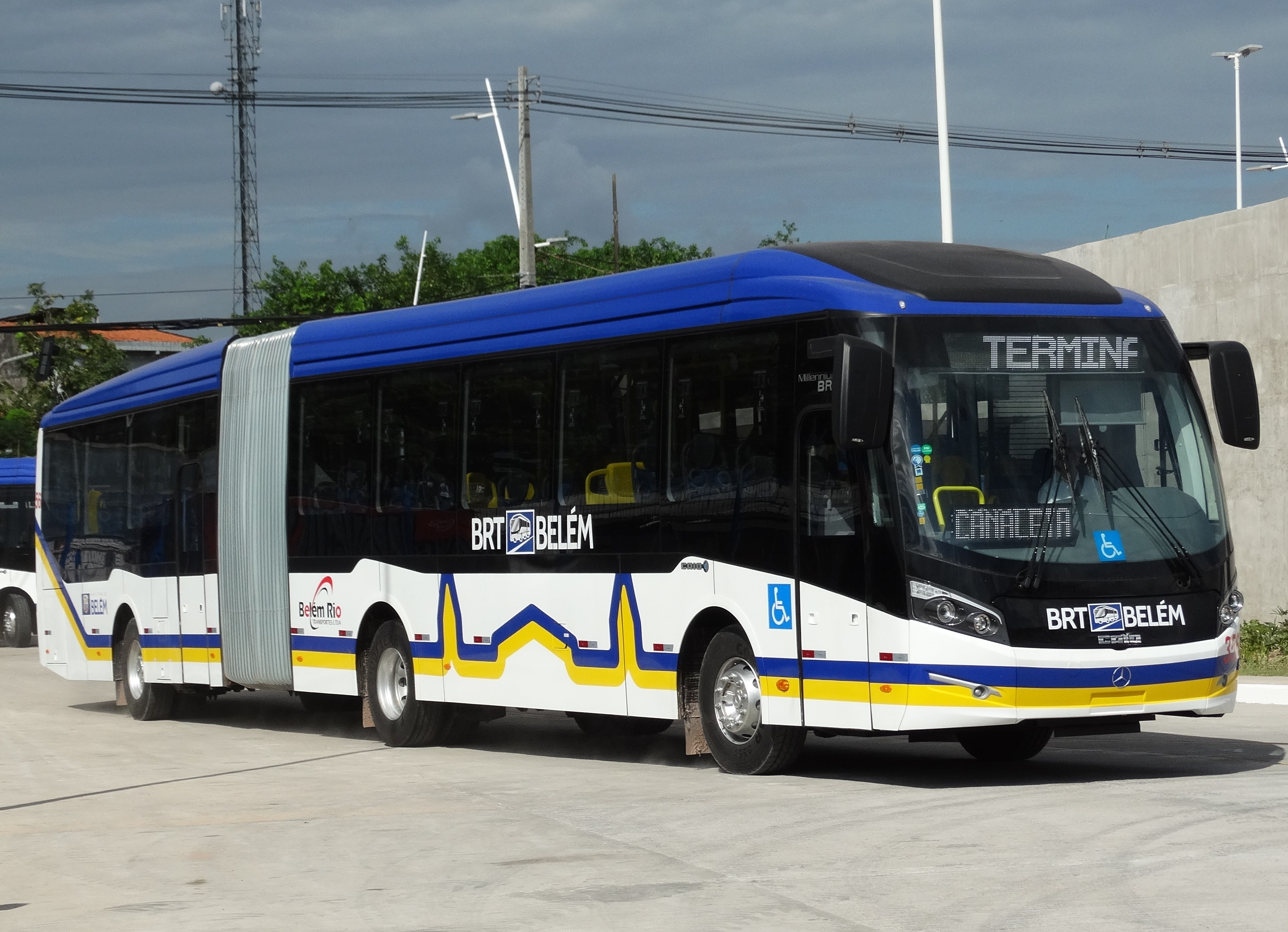
Millennium BRT Articulado, ônibus producido por CAIO siendo utilizado no BRT de Belém
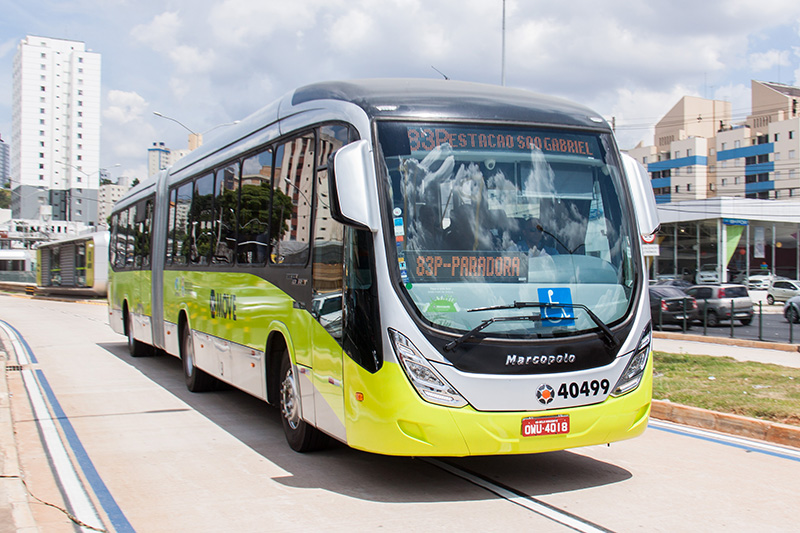
Marcopolo Viale BRT Articulado fabricado en Caxias do Sul, siendo utilizado no BRT de Belo Horizonte
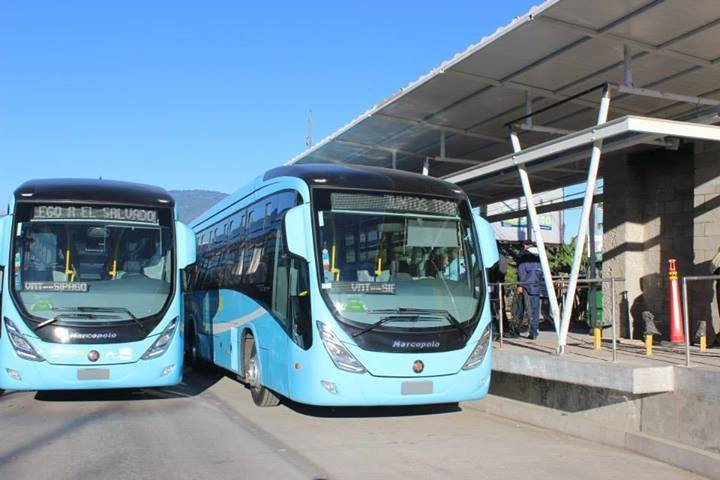
Buses en una estación en San Salvador, El Salvador
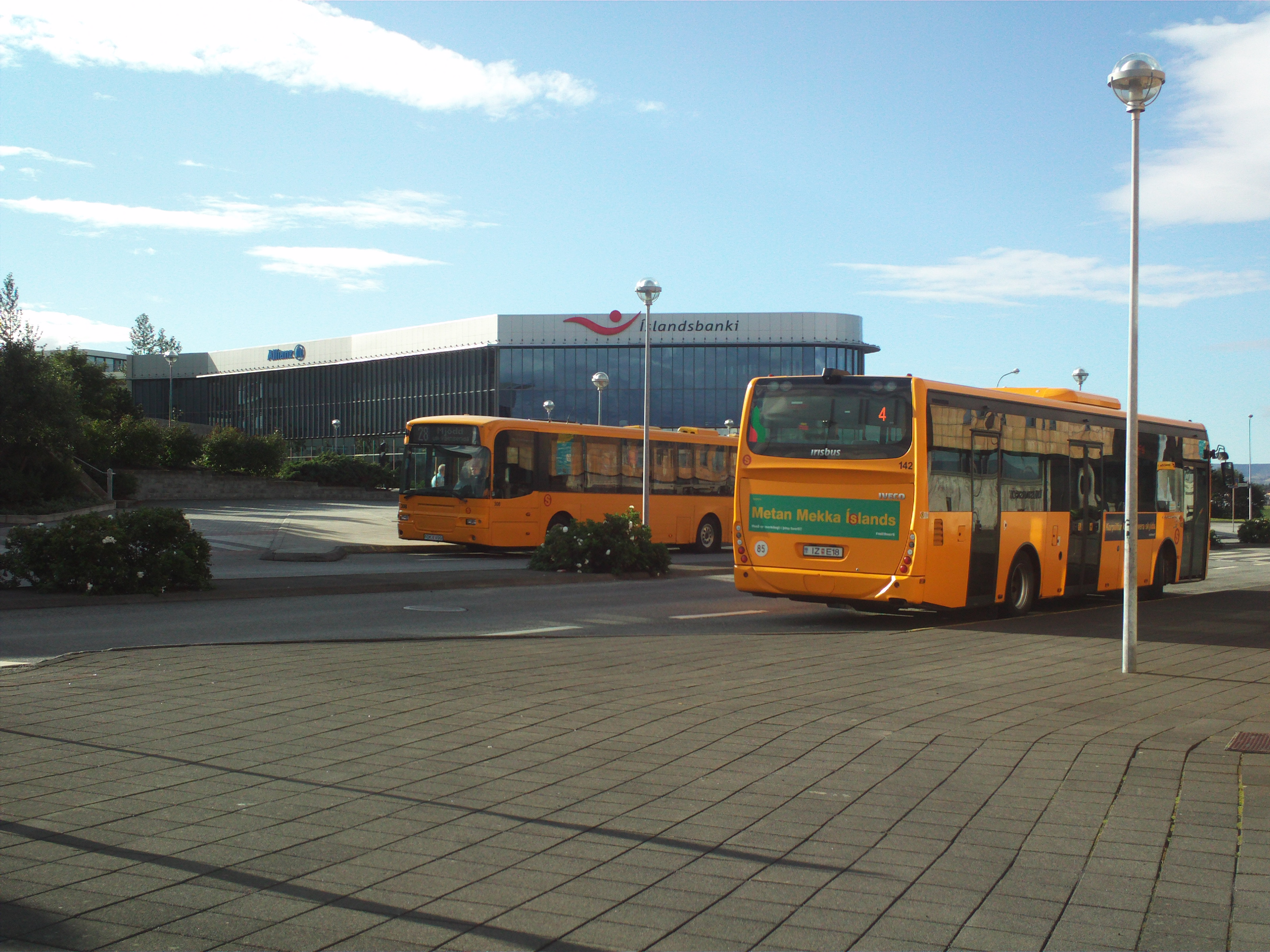
Buses en una estación en Kópavogur, Islandia
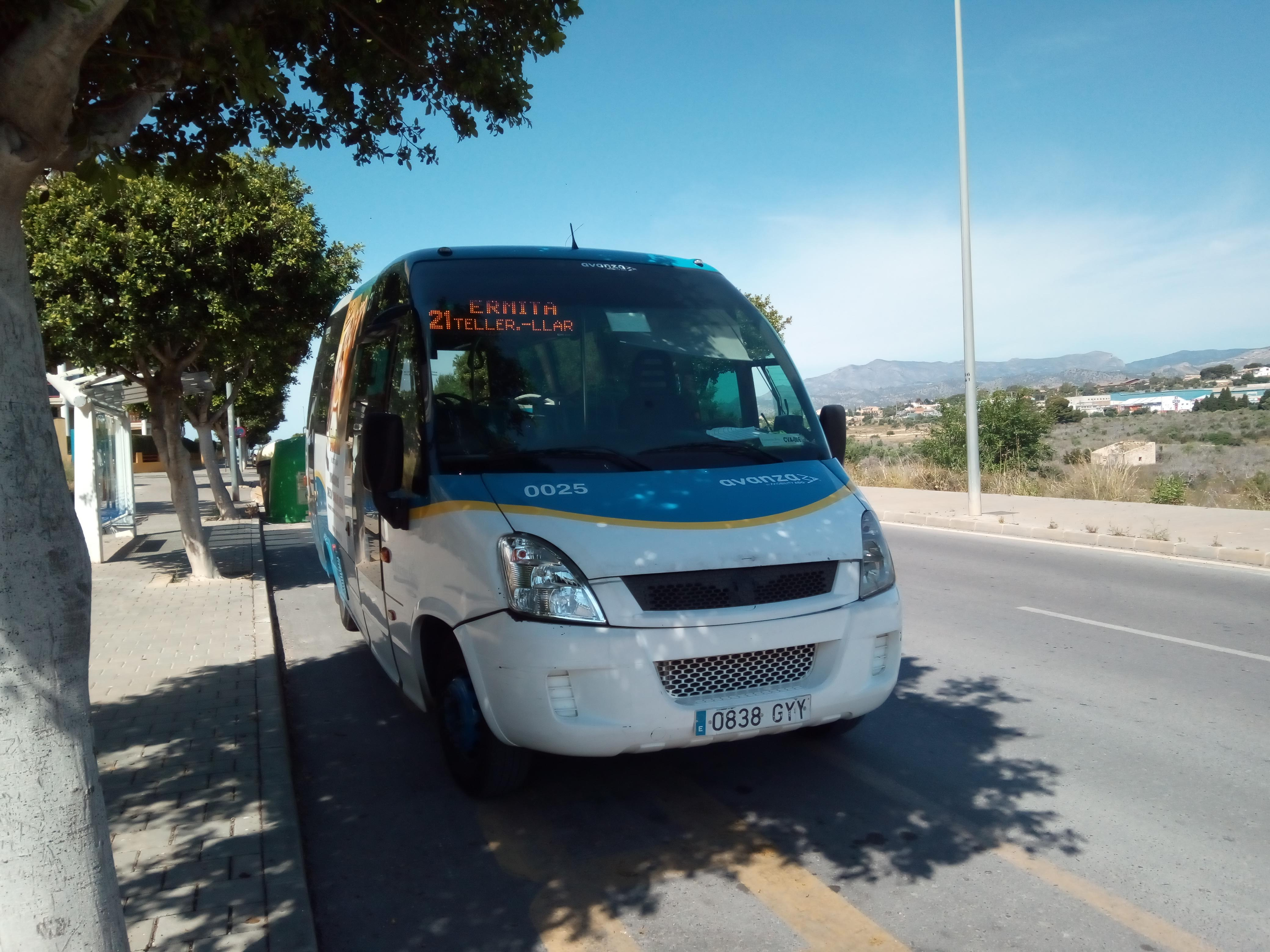
Aquí vemos un microbús Iveco Daily Irisbus realizando un servicio en la línea 21 de la Guagua de Villajoyosa
Combi que corre de La Paz a La termo en Texcoco
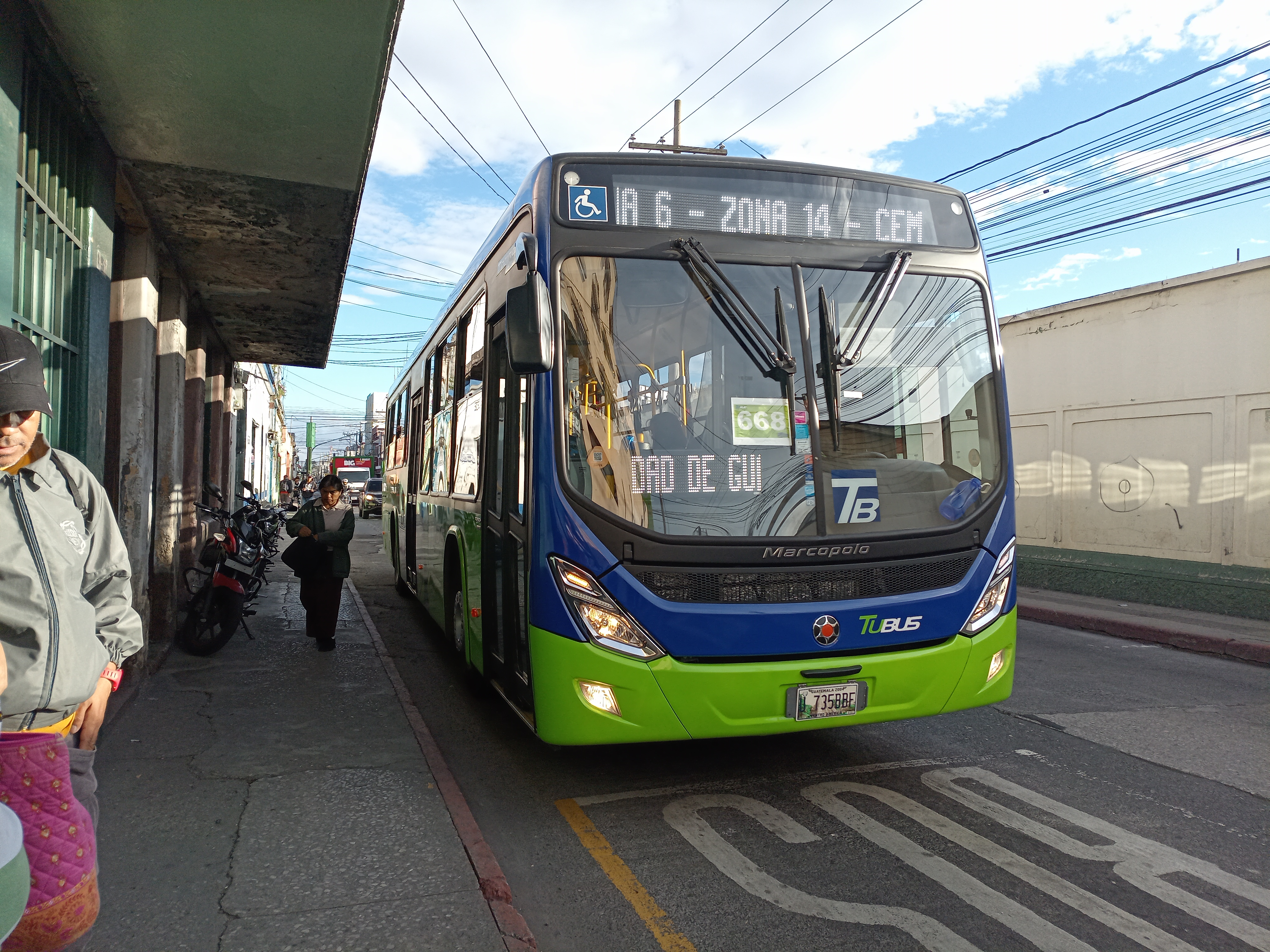
Autobus TuBus de la ciudad de Guatemala

### Tecnologías
- Consumo de energía del tren y de otros medios de transporte
- Metro de neumáticos
- Vehículo híbrido eléctrico

### Mobiliario urbano y paradas de autobús
- Estación de autobús
- Parada de autobús

### Regionales
- Autobús interurbano de Cataluña
- Autobús urbano de Barcelona
- Metropolitano
- Metroplús
- Sistema de Transporte Metropolitano
- Red Metropolitana de Movilidad
- Transmetro (Barranquilla)
- Transmetro (Guatemala)
- TransMetro (Monterrey)
- Metrobús (Buenos Aires)
- Metrobús (Caracas)
- TransMilenio
- Transporte Metropolitano de Valparaíso

### Otros
- Autobús urbano
- Planificación de transporte
- Portabicicletas
- Transbordador STS
- Transporte público
- Taxi
- Minibús
- Biobús